# Stilul Empire

Arcul de Triumf din Place de l'Étoile, unul dintre cele mai cunoscut exemple de arhitectură empire, comandat în 1806 după victoria de la Austerlitz a împăratului Napoleon I

Stilul Empire (pronunție [ɑ̃.piːʁ]) a fost o mișcare de la începutul secolului al XIX-lea în arhitectură, mobilă, design, alte arte decorative și vizuale, reprezentând a doua fază a neoclasicismului. A înflorit între 1800 și 1815 în perioada consulatului și a Primului Imperiu Francez, dispărând până la sfârșitul anilor 1820.  Din Franța s-a răspândit în mare parte a Europei și în Statele Unite.
Stilul își are originea și numele de la domnia împăratului Napoleon I în timpul Primului Imperiu Francez, când se intenționa idealizarea conducerii lui Napoleon și a statului francez.  Stilul anterior la modă din Franța fusese stilul Directoire, o formă mai austeră și minimalistă a neoclasicismului, care a înlocuit stilul Ludovic al XVI-lea.  Stilul Empire a adus o revenire deplină la bogăția ostentativă.  Stilul corespunde oarecum stilului Biedermeier din țările vorbitoare de limbă germană, stilului federal din Statele Unite și stilului Regency din Marea Britanie.

## Istorie

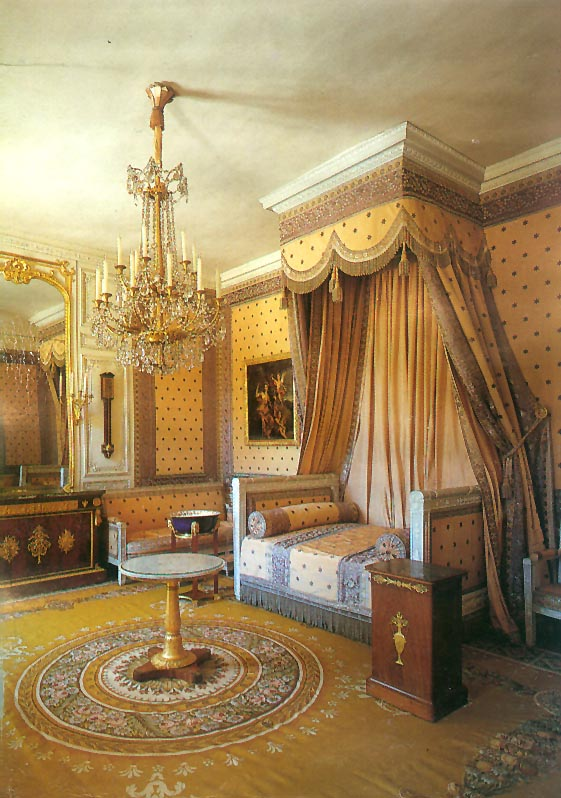
Dormitorul lui Napoleon din Marele Trianon (Versailles prezintă stilul neoclasic al Primului Imperiu Francez

Stilul a dezvoltat și elaborat stilul Directoire din perioada imediat precedentă, care viza o evocare mai simplă, dar totuși elegantă, a virtuților Republicii Romane Antice:
Virtuțile stoice ale Romei republicane au fost confirmate ca standarde nu doar pentru arte, ci și pentru comportamentul politic și moralitatea privată. Convinționalii se considerau eroi antici.  Copiii au fost numiți după Brutus, Solon și Licurg.  Festivalurile Revoluției au fost organizate de David ca ritualuri antice.  Chiar și scaunele în care a stat comitetul Salut Publique au fost realizate după modele antice concepute de David.  ... De fapt, neoclasicismul a devenit la modă.
Stilul Empire „s-a îndreptat spre opulența floridă a Romei Imperiale. Severitatea abstemie a doricului a fost înlocuită de bogăția și splendoarea corintică”.
Doi arhitecți francezi, Charles Percier și Pierre Fontaine, au fost împreună creatorii stilului francez Empire.  Cei doi studiaseră la Roma, iar în anii 1790 au devenit designeri de mobilă importanți la Paris, unde au primit multe comenzi de la Napoleon și alți oameni de stat.
Arhitectura stilului Empire s-a bazat pe elemente ale Imperiului Roman și numeroasele sale comori arheologice, care au fost redescoperite începând cu secolul al XVIII-lea.  Stilurile precedente ale lui Ludovic al XVI-lea și Directoire foloseau designuri mai drepte și mai simple în comparație cu stilul rococo din secolul al XVIII-lea. Proiectele imperiale au influențat puternic stilul federal american contemporan (cum ar fi proiectarea clădirii Capitolului Statelor Unite), și ambele au fost forme de propagandă prin arhitectură.  Era un stil al oamenilor, nu ostentativ, dar sobru și echilibrat.  S-a considerat că stilul a „eliberat” și „luminat” arhitectura la fel cum Napoleon a „eliberat” popoarele Europei cu Codul său napoleonian.

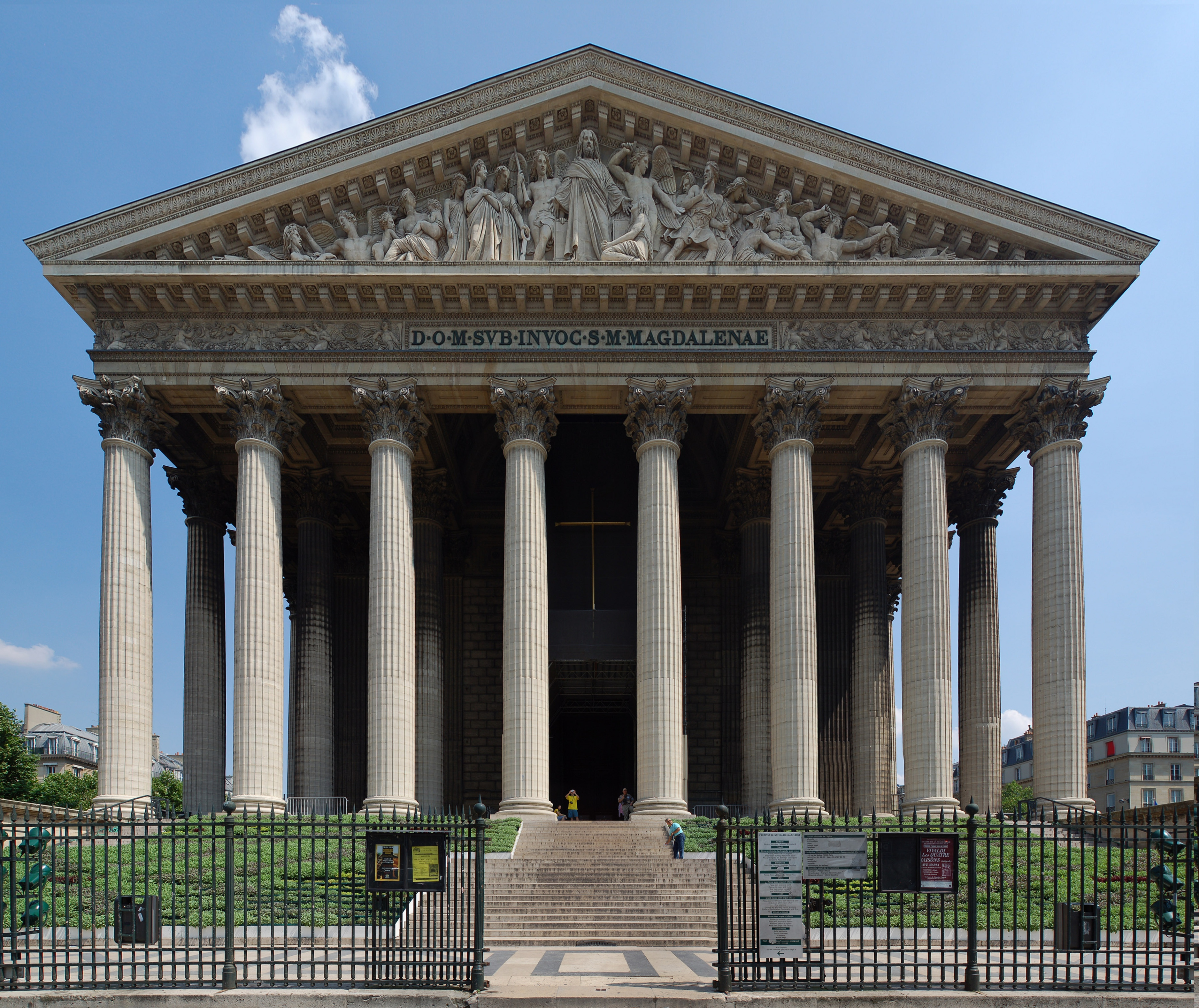
Biserica Madeleine din Paris, un Templu al Gloriei Marii Armate a lui Napoleon

Perioada Empire a fost popularizată de desenele inventive ale lui Percier și Fontaine, arhitecții lui Napoleon pentru Castelul Malmaison. Designerii s-au inspirat de la simboluri și ornamente împrumutate de la glorioasele imperii antice grecești și romane. Clădirile aveau de obicei cadre simple din lemn și construcții asemănătoare unei cutii, furniruite în mahon scump importat din colonii. Mobila Biedermeier a folosit și detalii de abanos, inițial datorate constrângerilor financiare. Detaliile de bronz doré (monturi și ornamente de mobilă din bronz aurit) au prezentat un nivel înalt de măiestrie.

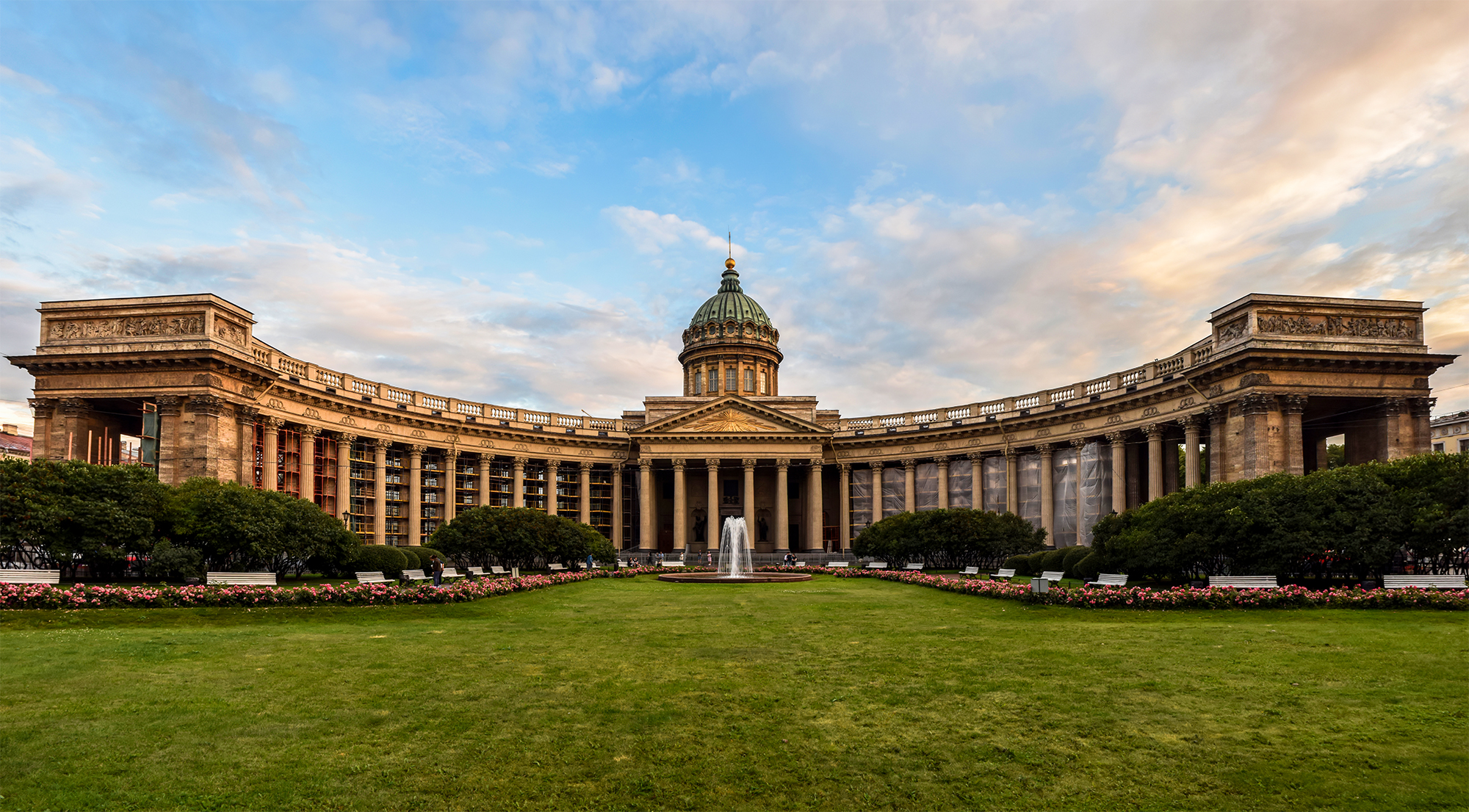
Catedrala Kazan din Sankt Petersburg (Rusia)

Generalul Bernadotte, care va deveni mai târziu regele Karl Johan al Suediei și Norvegiei, a introdus stilul napoleonian în Suedia, unde a devenit cunoscut sub propriul său nume. Stilul Karl Johan a rămas popular în Scandinavia, chiar dacă stilul Empire a dispărut din alte părți ale Europei.  Franța și-a plătit o parte din datoriile sale către Suedia în bronzuri doré în loc de bani, ducând la o modă pentru candelabre de cristal cu partea de bronz din Franța și cea de cristal din Suedia.
După ce Napoleon a pierdut puterea, stilul Empire a continuat să fie în favoarea timp de mai multe decenii, cu adaptări minore.  A existat o renaștere a stilului în ultima jumătate a secolului al XIX-lea în Franța, din nou la începutul secolului al XX-lea și din nou în anii 1980.
Stilul a supraviețuit în Italia mai mult decât în cea mai mare parte a Europei, parțial datorită asocierii sale cu Imperiul Roman, parțial pentru că a fost reînviat ca stil național de arhitectură în urma unificării Italiei în 1870. Mario Praz a scris despre acest stil ca Empire-ul italian.  În Regatul Unit, Germania și Statele Unite, stilul Empire a fost adaptat condițiilor locale și a dobândit treptat o expresie suplimentară ca neoegiptean, neogrec, stilul Biedermeier, stilul Regency și stilul federal târziu.

## Ornamente
Toate ornamentele Empire sunt guvernate de un spirit riguros al simetriei care amintește de stilul Ludovic al XIV-lea. În general, motivele de pe partea dreaptă și stângă a unei piese corespund reciproc în fiecare detaliu. La fel ca Ludovic al XIV-lea, Napoleon avea un set de embleme asociate în mod inconfundabil cu stăpânirea sa, mai ales vulturul, albina, stelele și inițialele I (de la Imperator) și N (de la Napoleon), care erau de obicei inscripționate într-o coroană imperială de laur. Printre motivele folosite se numără: figuri de Victorii care poartă ramuri de palmier, dansatoare grecești, femei goale și drapate, figuri ale unor care antice, putti înaripați, mascaroane de Apollo, Hermes și de Gorgone, lebede, lei, capete de boi, cai și fiare sălbatice, fluturi, gheare, himere înaripate, sfincși, bucranii, căluți de mare, coroane de stejar înnodate de panglici subțiri, viță de vie care urcă, rinceaux de maci, rozete, ramuri de palmier și laur. Există o mulțime de motive greco-romane: frunze rigide și plate de acantă, palmete, cornuri ale abundenței, mărgele, amfore, trepiede, discuri parțial suprapuse, caducee ale lui mercur, vaze, coifuri de război, torțe care ard, cântărețe înaripate la trompete, și instrumente muzicale antice (tuba, și în special lira). În ciuda originii lor antice, canelurile și triglifele atât de răspândite sub Ludovic al XVI-lea sunt abandonate. Motivele neoegiptene sunt deosebit de frecvente la începutul perioadei: scarabei, capiteluri de lotus, discuri înaripate, obeliscuri, piramide, figuri care poartă nemesuri, cariatide en gaine doar cu părțile de jos ale picioarelor și cu acoperăminte sau frizuri egiptene specifice femeilor.

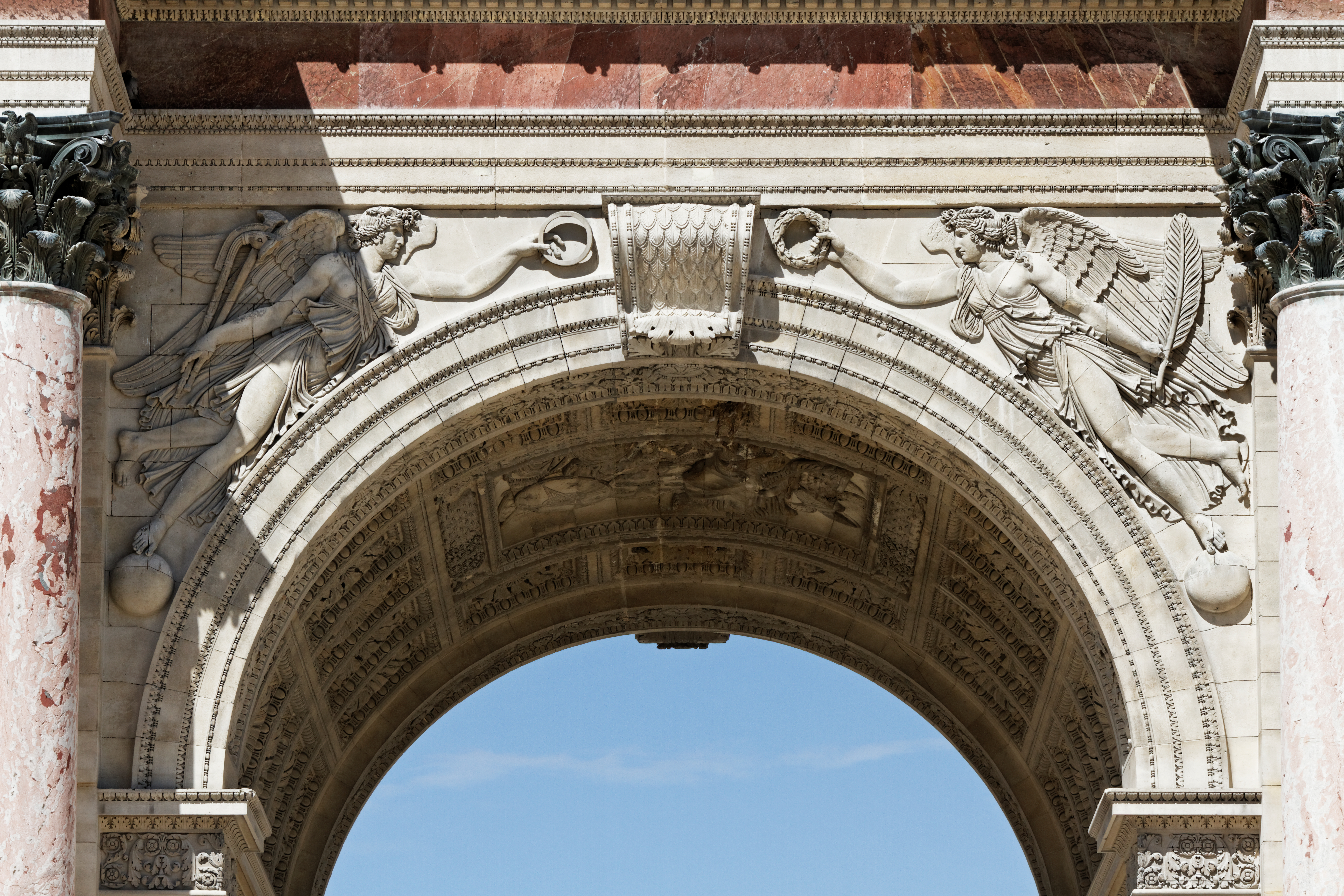
Detaliu de pe Arc de Triomphe du Carrousel din Paris, cu o pereche de Victorii înaripate
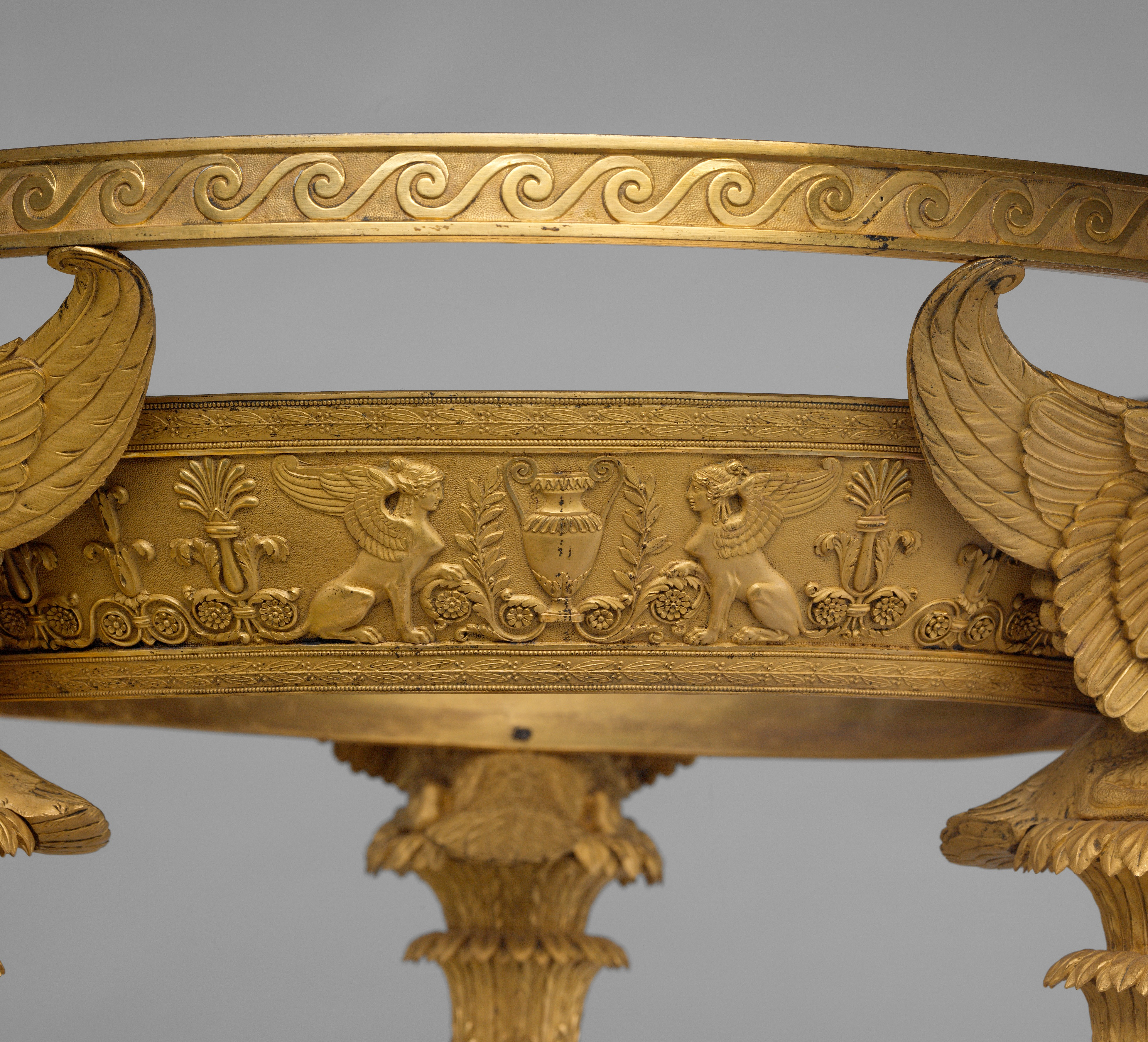
O pereche de sfincși cu o amforă între ei, înconjurați de rinceaux și palmete, pe un lavoar (athénienne sau lavabo)
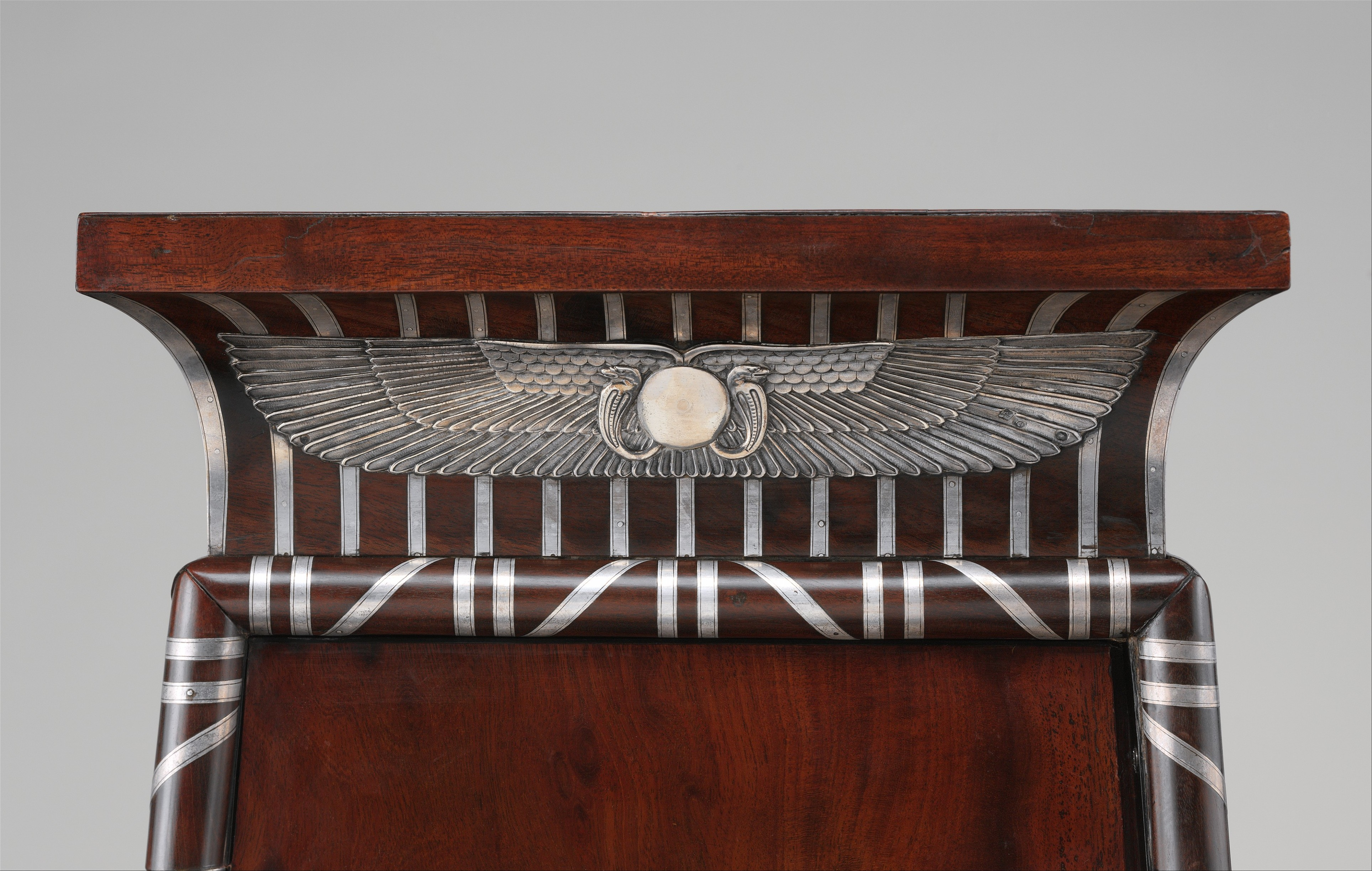
Partea de sus a unui dulap de monede neoegiptean în formă de pilon, cu o cornișă și un soare înaripat
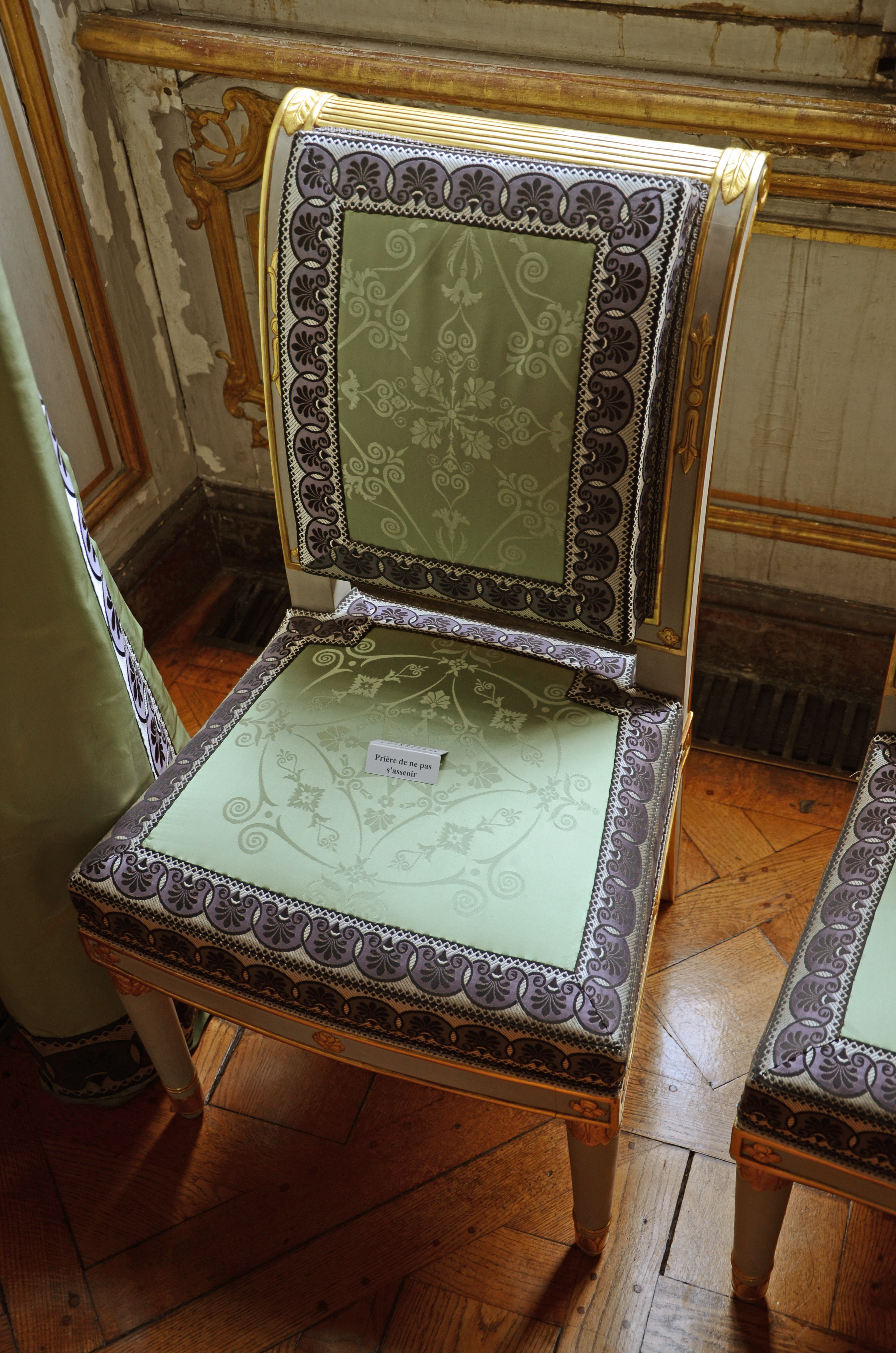
Un scaun decorat cu diverse tipuri de palmete

## Arhitectura
Cele mai renumite structuri în stilul Empire din Franța sunt marele Arc de Triumf neoclasic din Place de l'Étoile, Arc de Triomphe du Carrousel, Columna Vendôme și Biserica Madeleine, care au fost construite la Paris ca să imite edificiile Imperiului Roman.  Stilul a fost, de asemenea, folosit pe scară largă în Rusia Imperială, unde a fost folosit ca să sărbătorească victoria asupra lui Napoleon în structuri memoriale precum Clădirea Statului Major General, Catedrala Kazan, Coloana lui Alexandru și Arcul de Triumf Narva. Arhitectura stalinistă e uneori supranumită stilul Empire al lui Stalin.
Interioarele au camere spațioase, decorate abundent cu motive dispuse simetric. Pereții sunt decorați cu pilaștri corintici și panouri verticale, având în partea de sus o friză decorativă. Panourile sunt acoperite cu picturi monumentale, stucaturi sau mătăsuri brodate . Tavanele sunt de culori deschise și au ornamente lucrate fin.
Construcții care prezintă exemple de decorare Empire a interioarelor de la începutul secolului al XIX-lea sunt:
- Castelul Malmaison din Franța
- Hôtel de Beauharnais din Paris
- Castelul Compiègne din Franța
- Castelul Fontainebleau din Franța
- Casa del Labrador din Spania
- Palatul Regal din Amsterdam din Țările de Jos

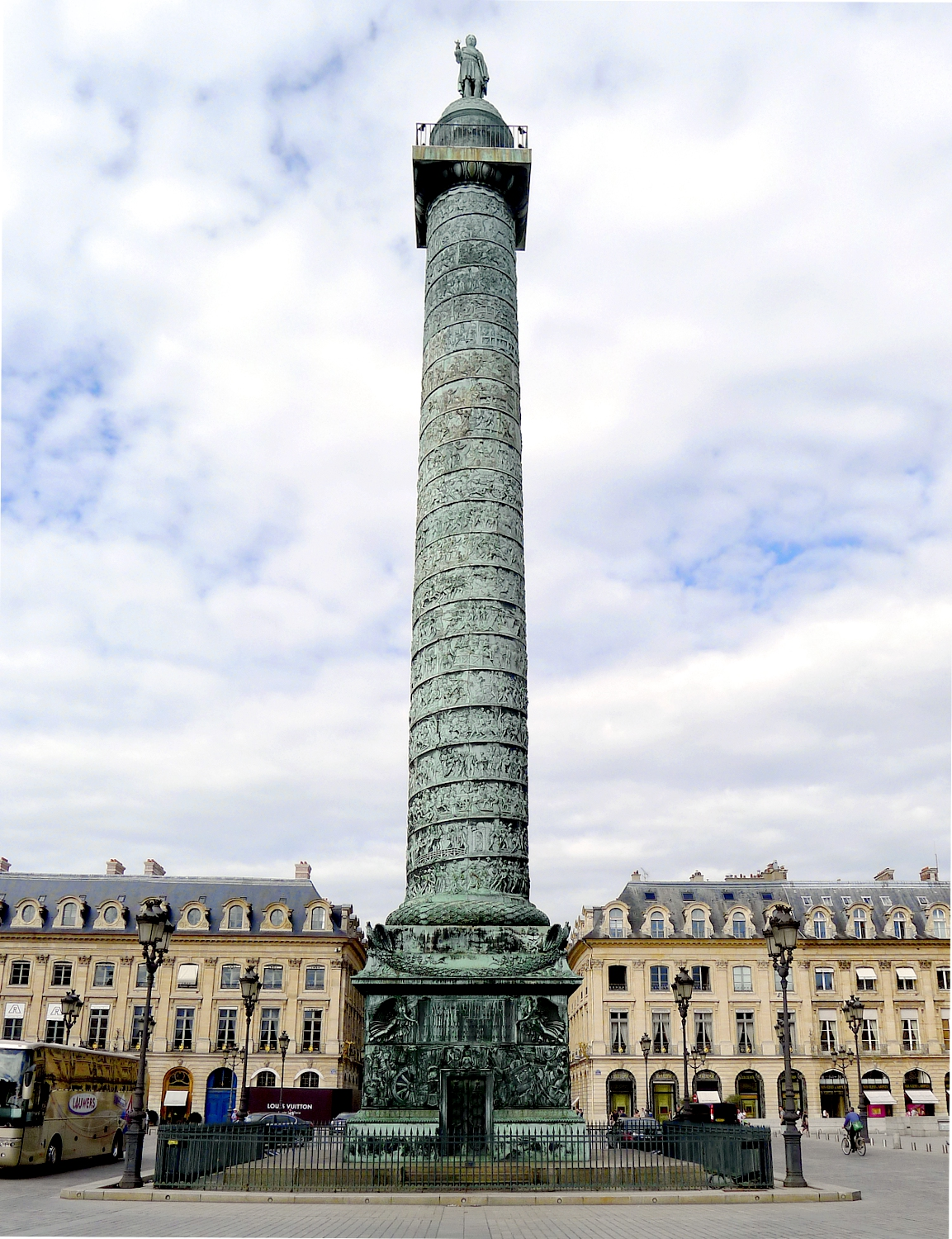
Columna Vendôme din Paris
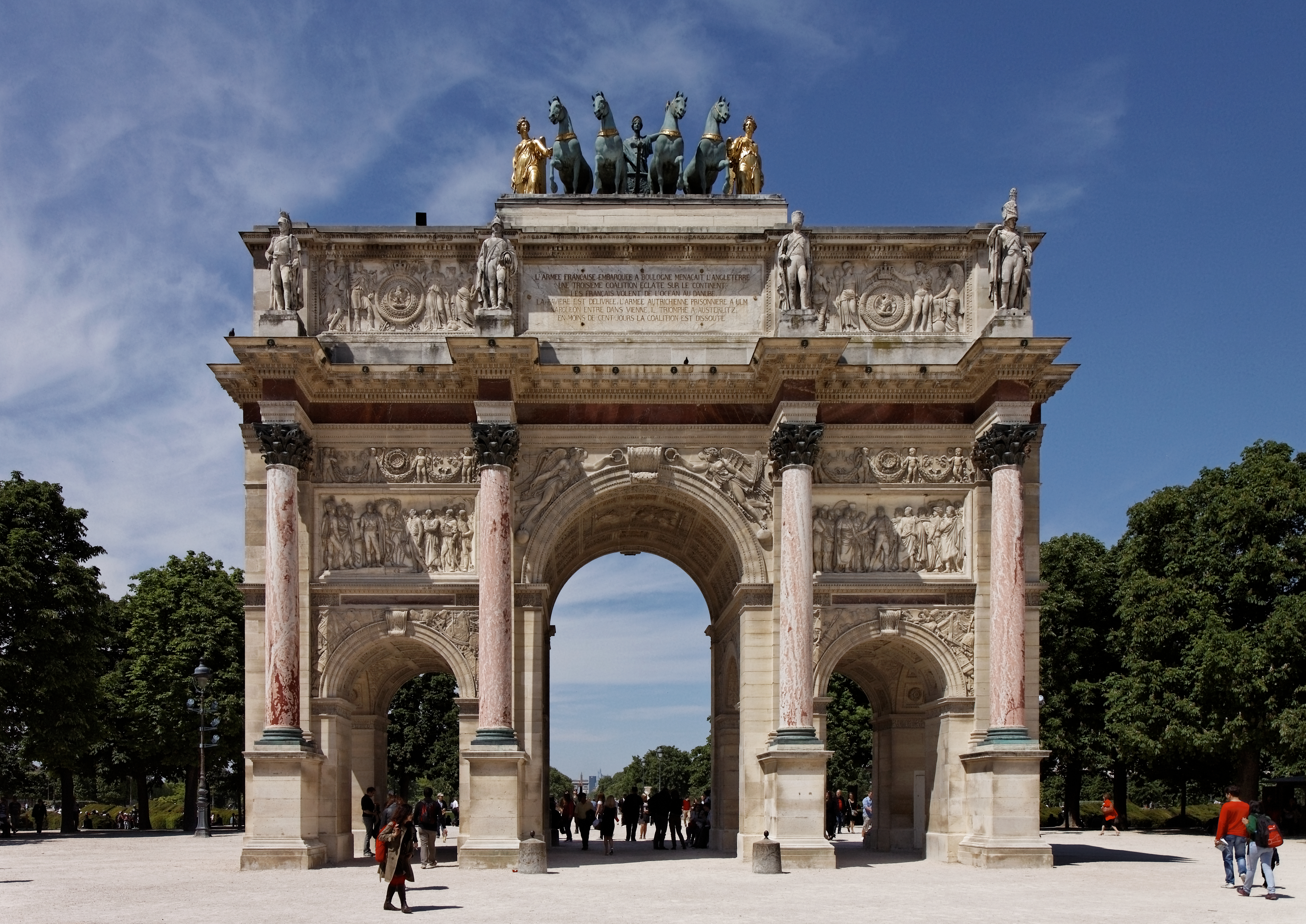
Arc de Triomphe du Carrousel din Paris
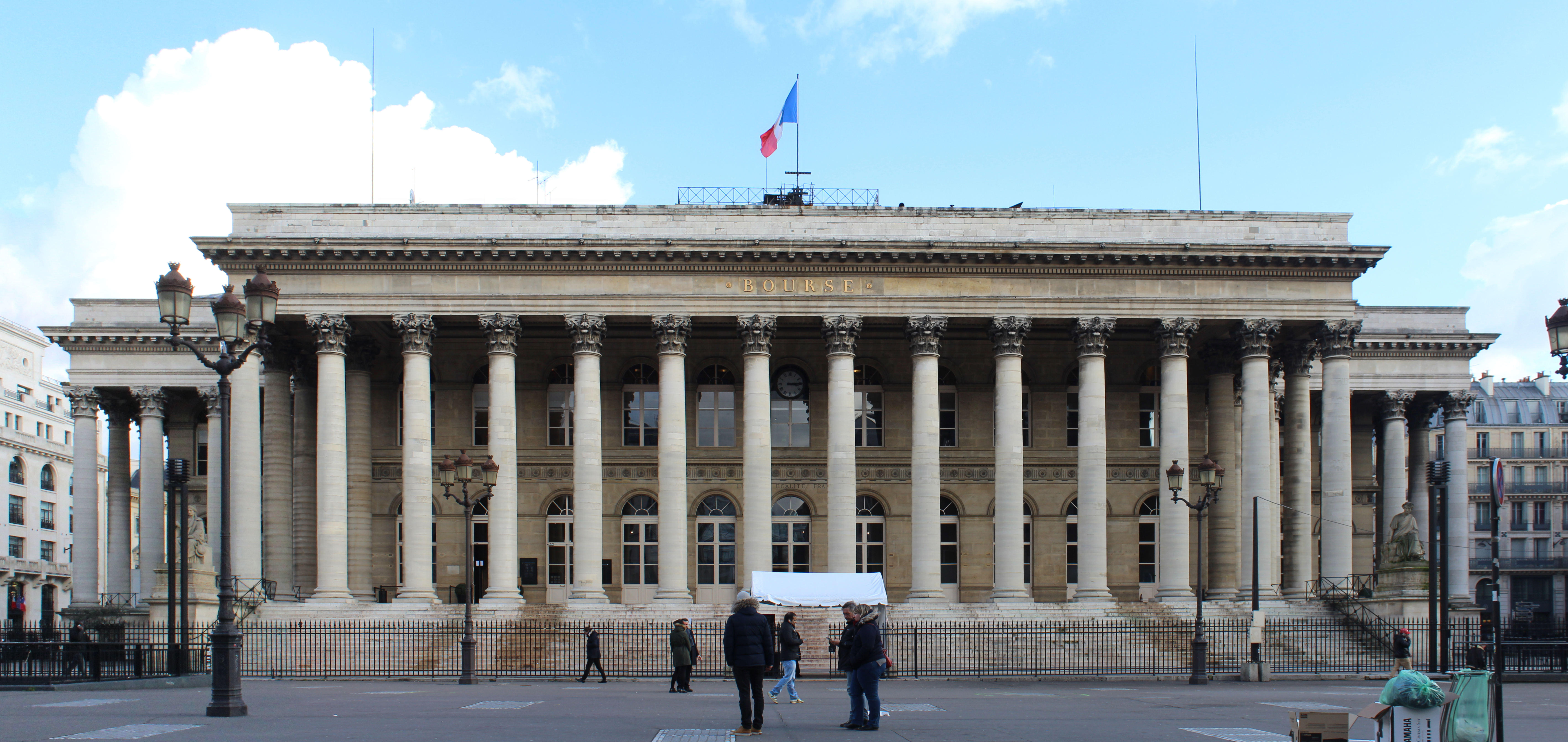
Palatul Brongniart (1806–1825) din Paris, construit de Alexandre-Théodore Brongniart
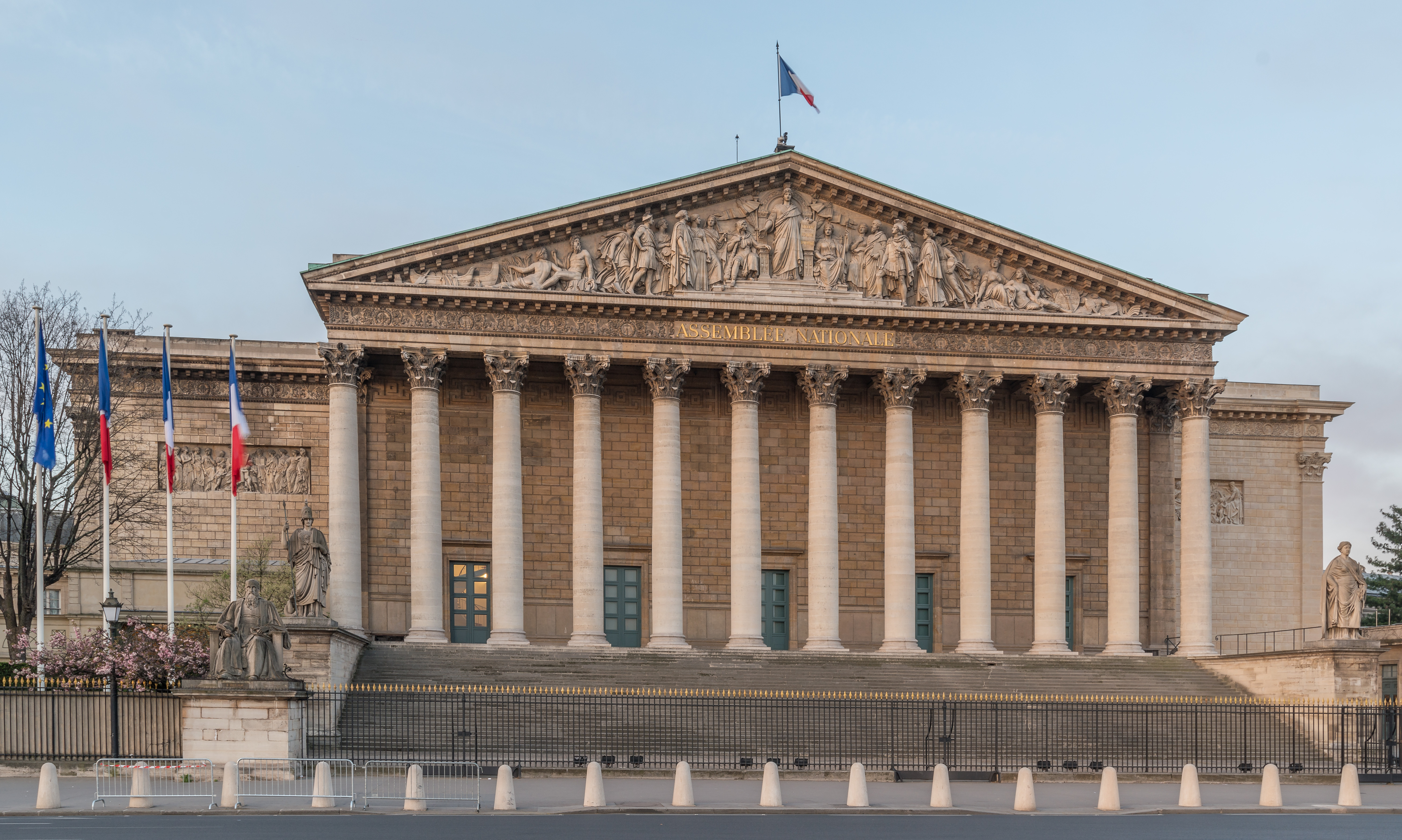
Fațada de nord a Palatului Bourbon, adăugată în 1806–1808, de arhitectul Bernard Poyet
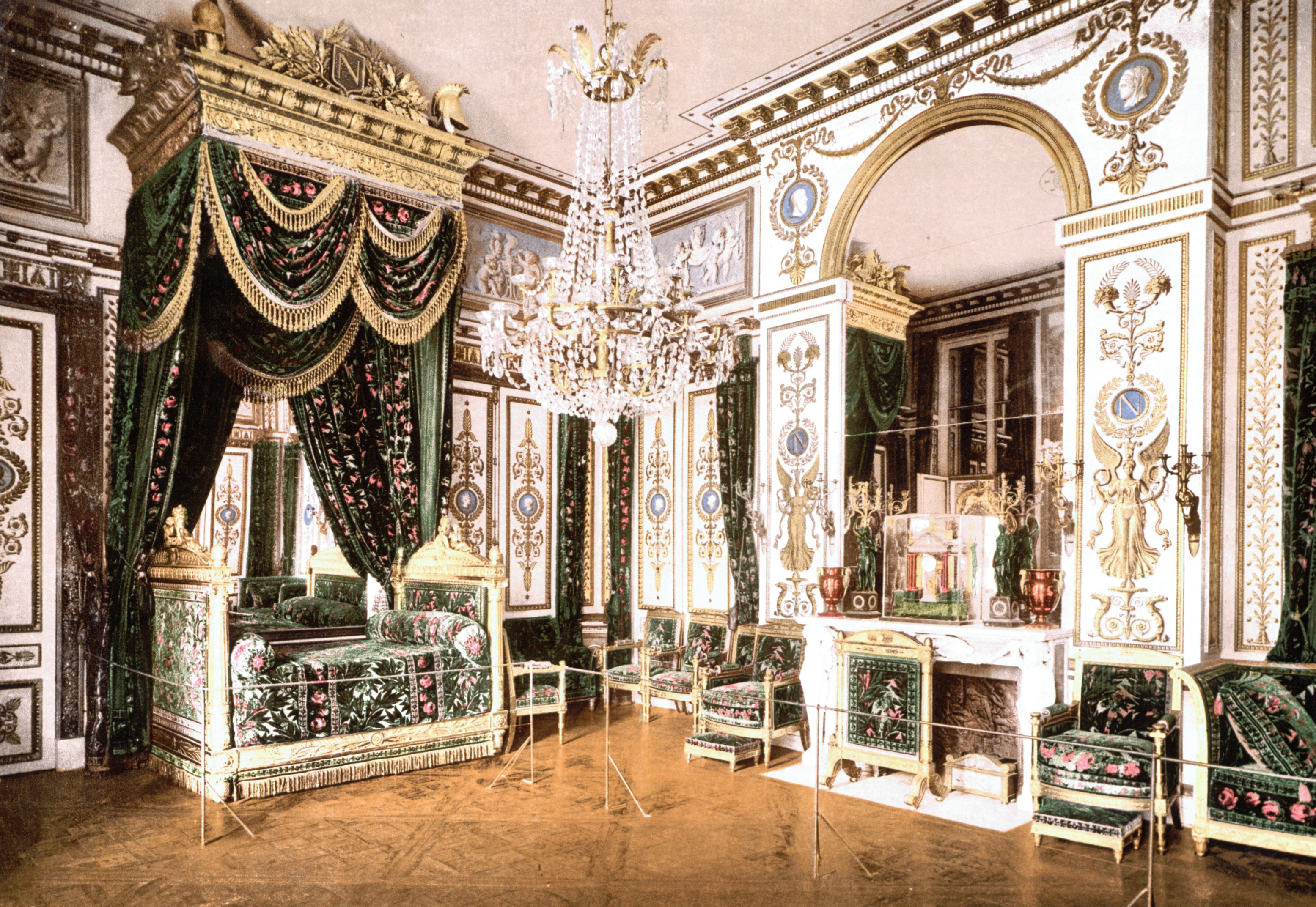
Dormitorul împăratului, parte a petits appartements de Napoléon, în Castelul Fontainebleau (Franța)
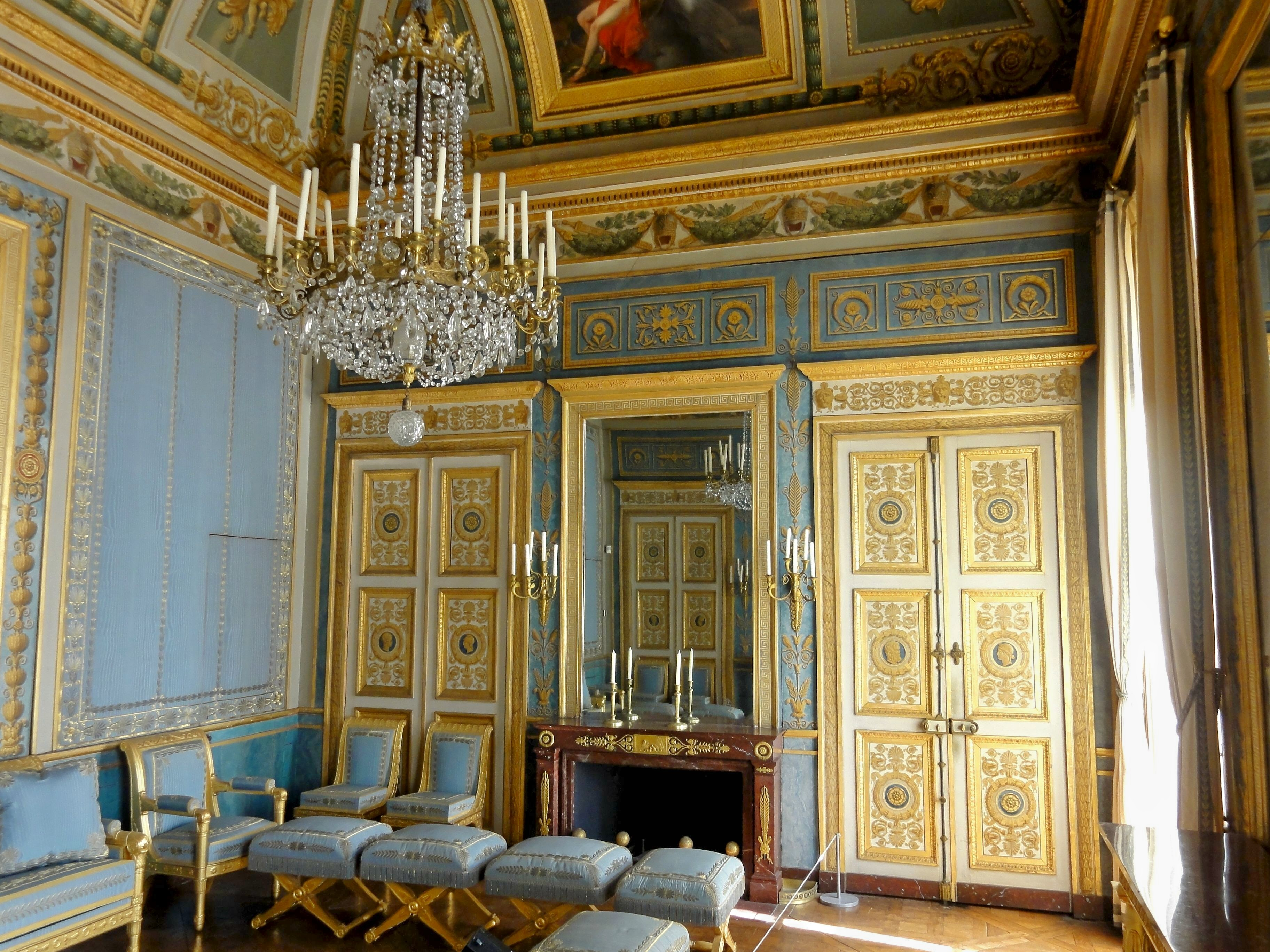
Salonul Albastru al Castelului Compiègne din Compiègne (Franța)
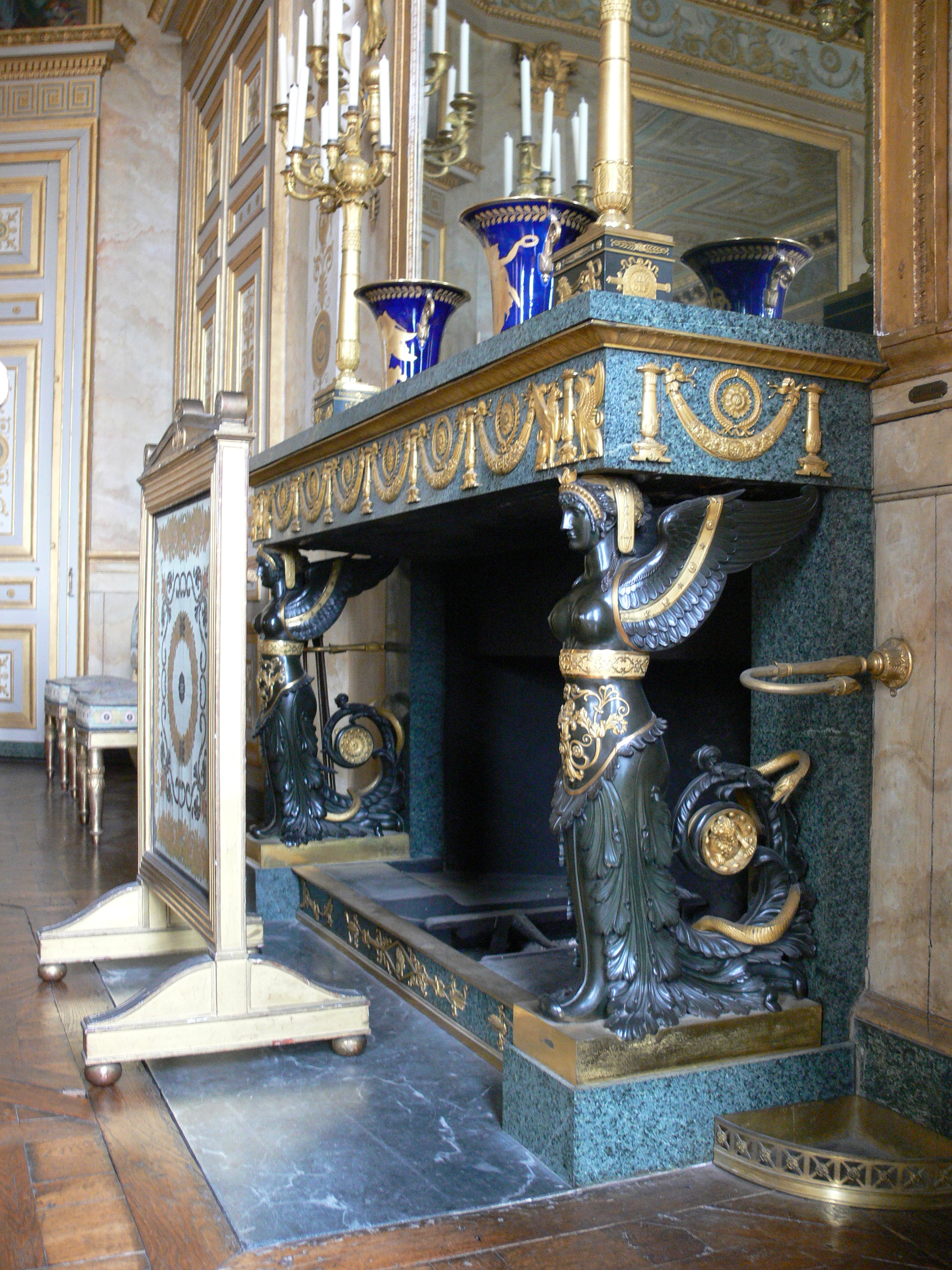
Șemineu din Salon des dames d'honneur, în Castelul Compiègne
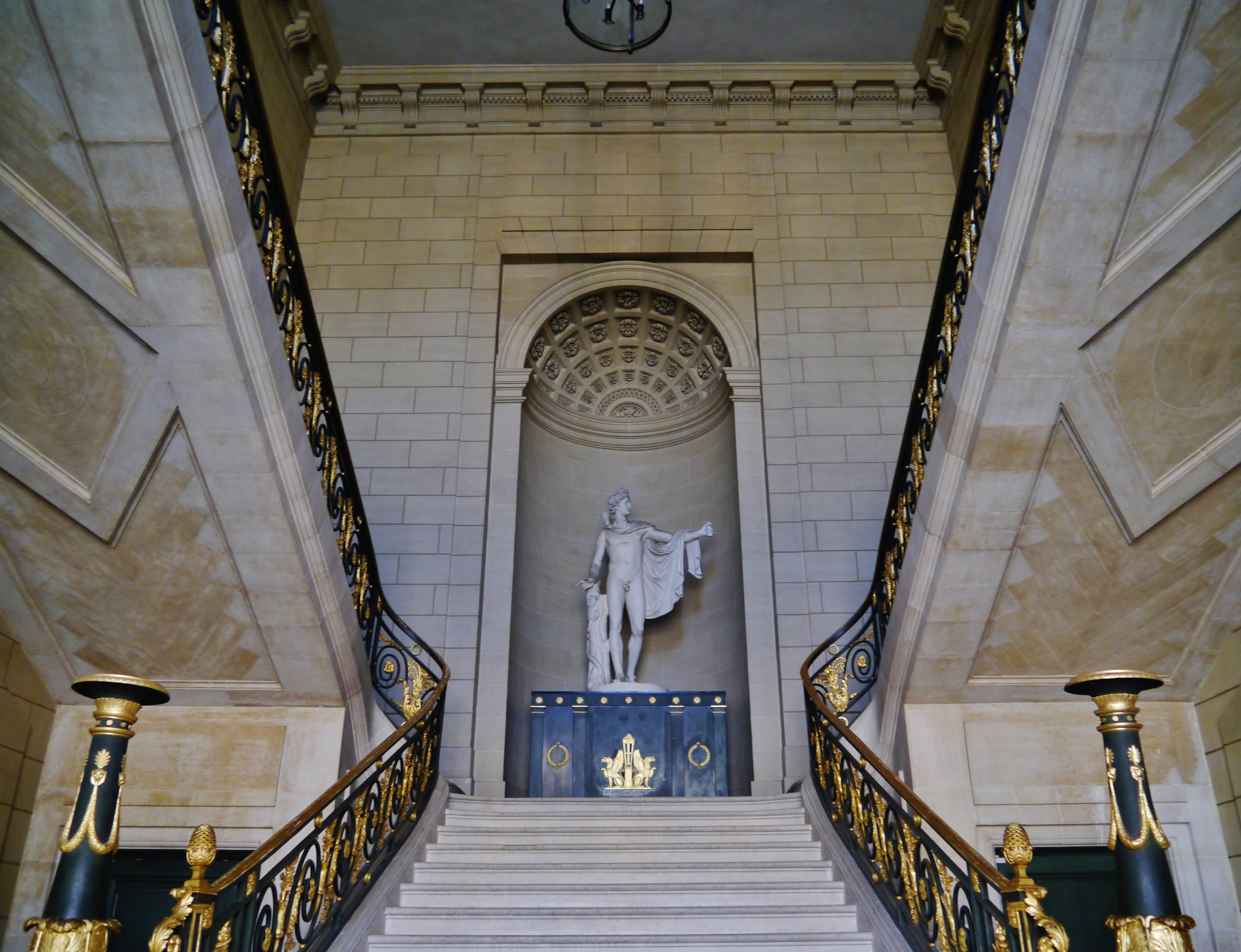
Scara principală a Castelului Compiègne, cu o statuie a lui Apollo
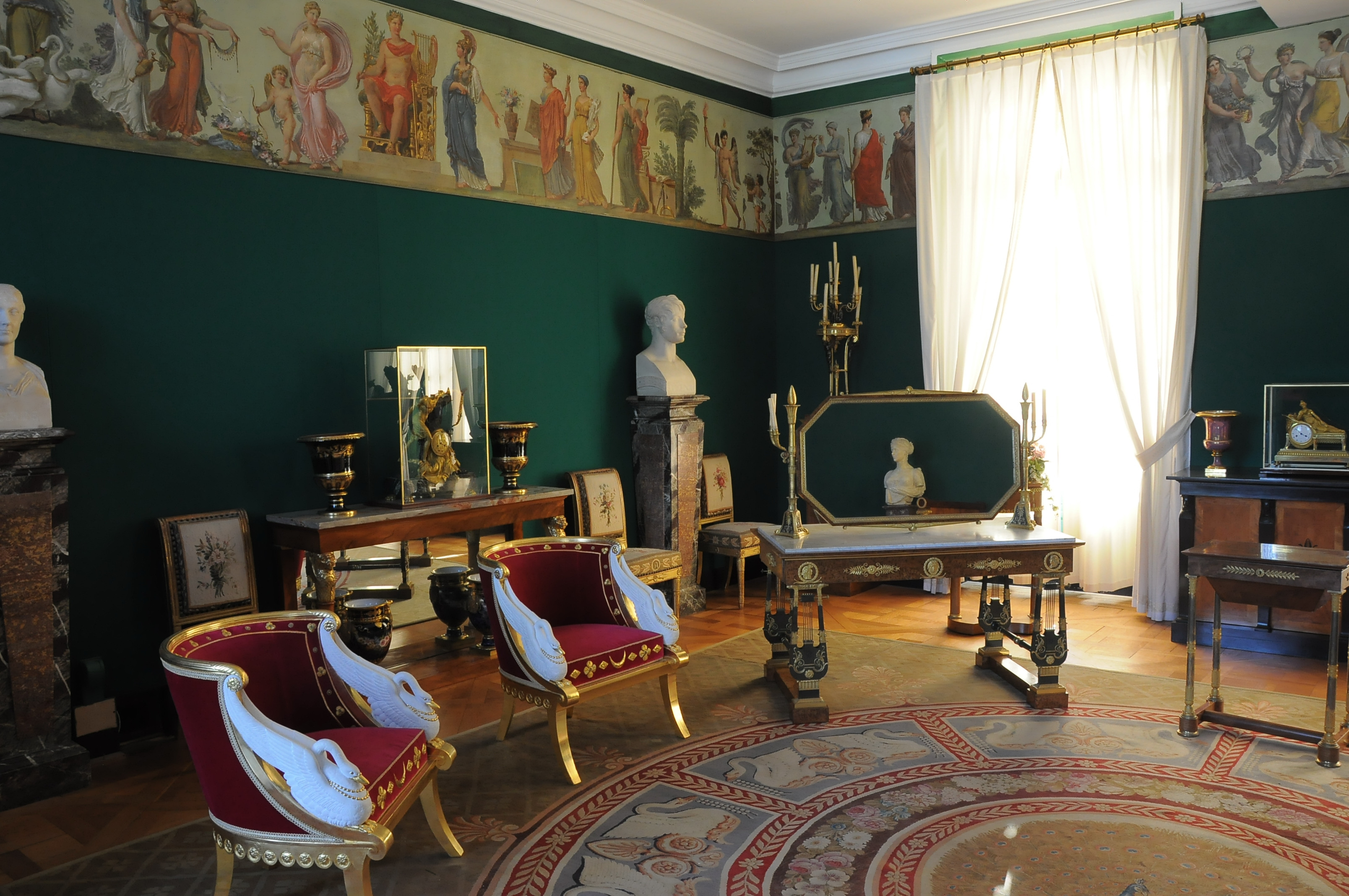
Cameră a împărătesei Joséphine, la punctul dintre stilul Directoire și stilul Empire, în Castelul Malmaison (Franța)
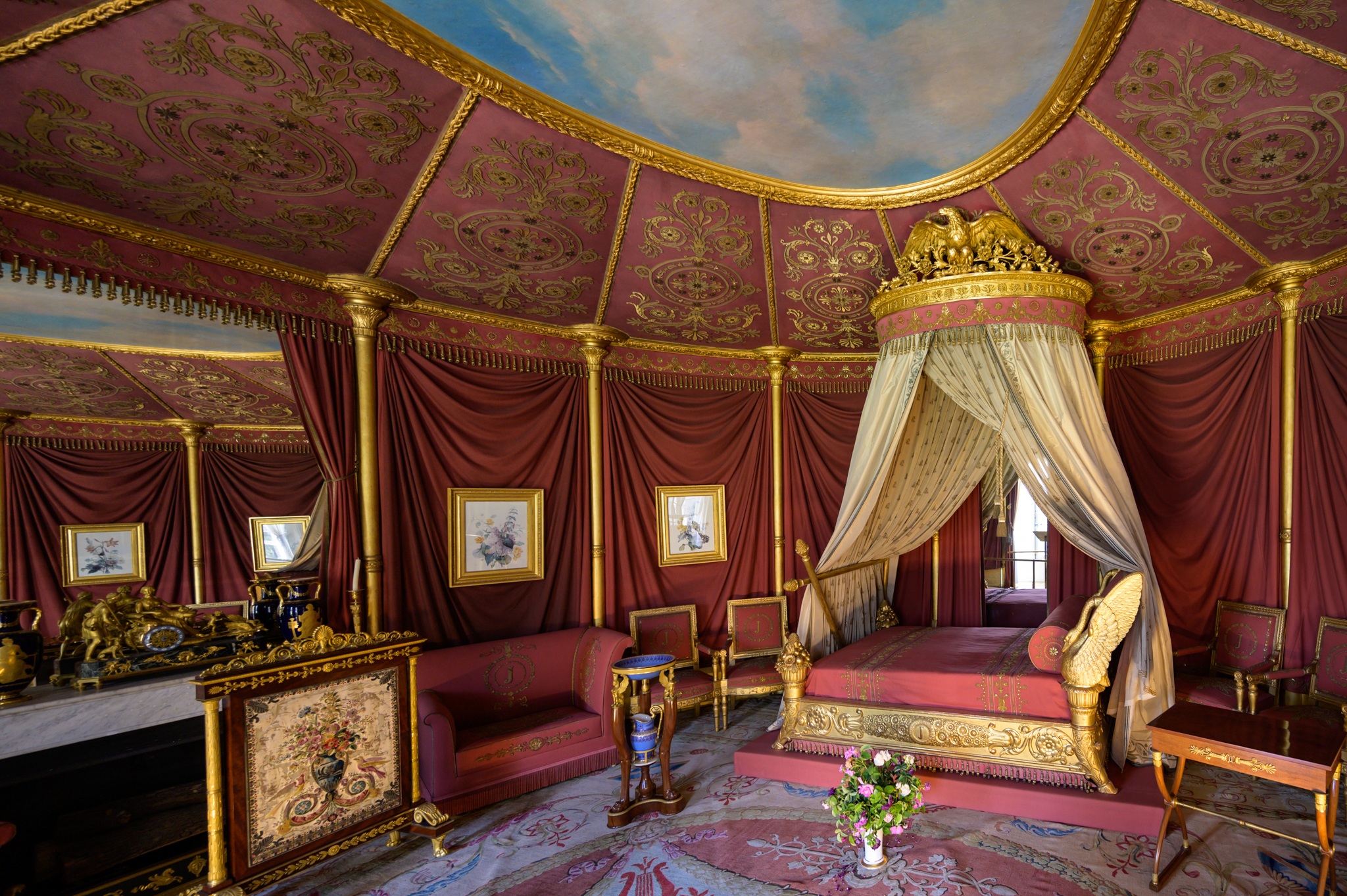
Dormitorul împărătesei din Castelul Malmaison
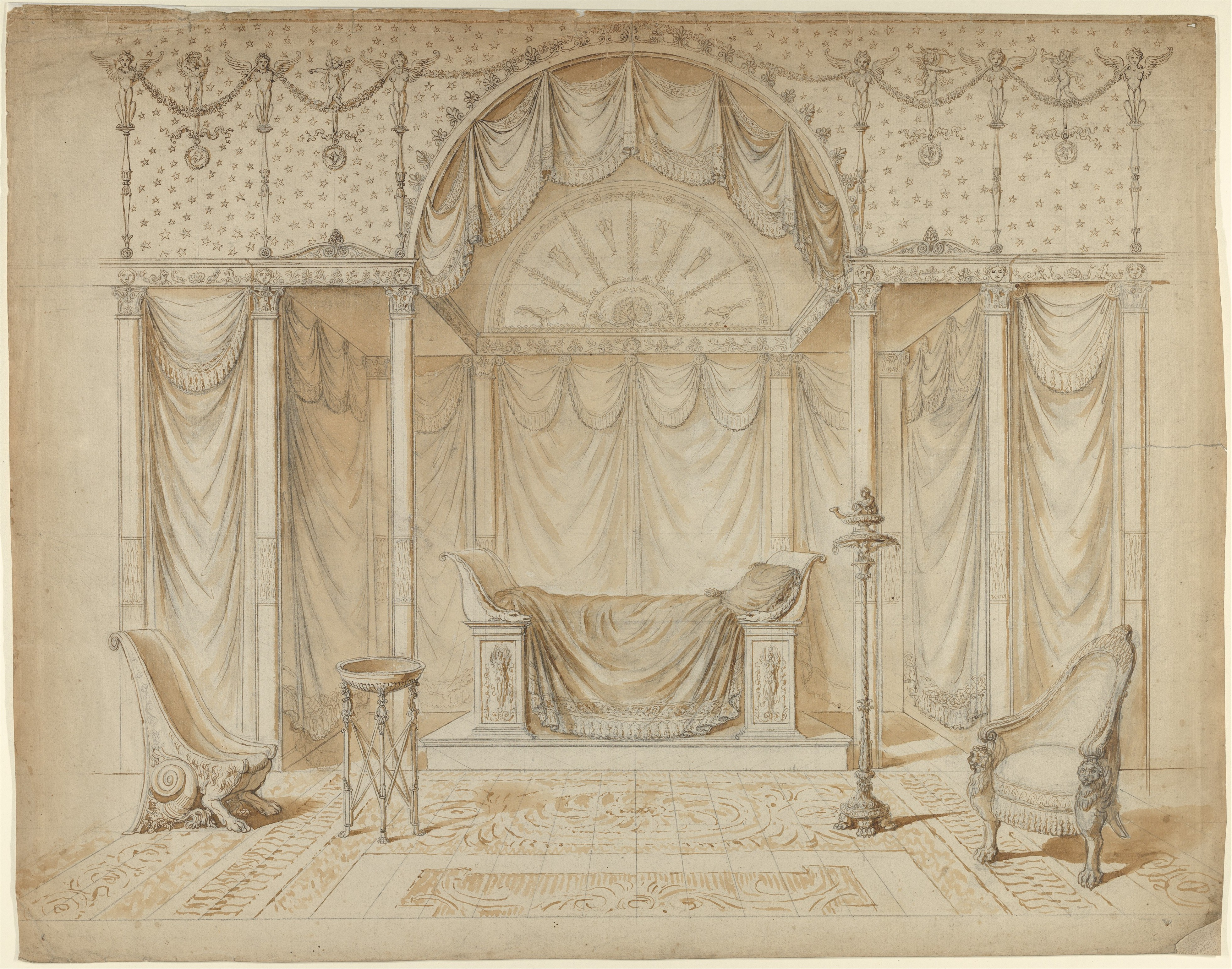
Design pentru o nișă cu pat, din circa 1805-1810
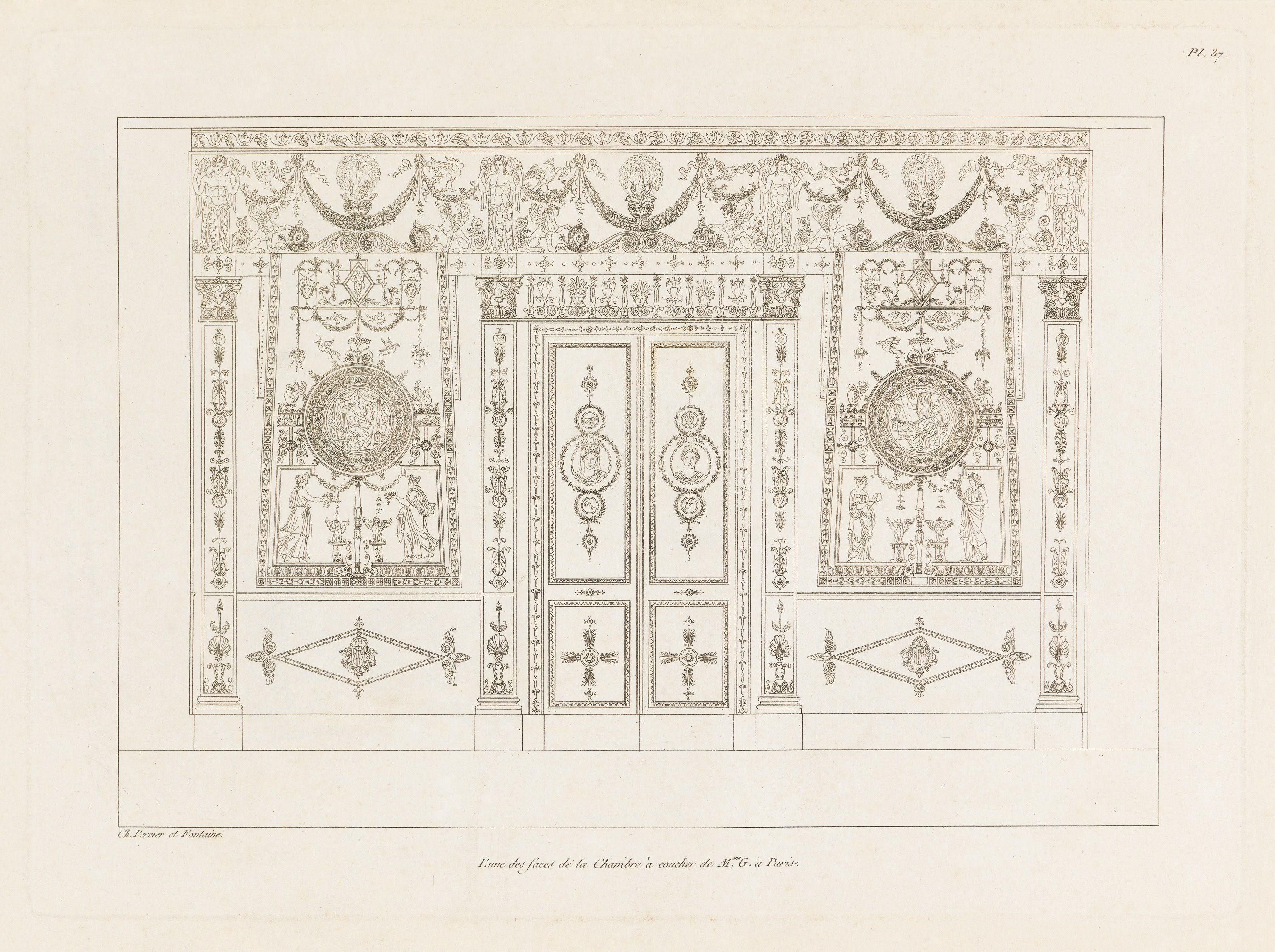
Design al unei camere, de Charles Percier, din 1812

## Mobila

Suport pentru flori (jardinière); de Pierre Philippe Thomire; circa 1800; lemn și monturi de bronz aurit; per ansamblu: 104,8 x 74,3 cm; Muzeul de Artă din Cleveland (Cleveland, Ohio, SUA)
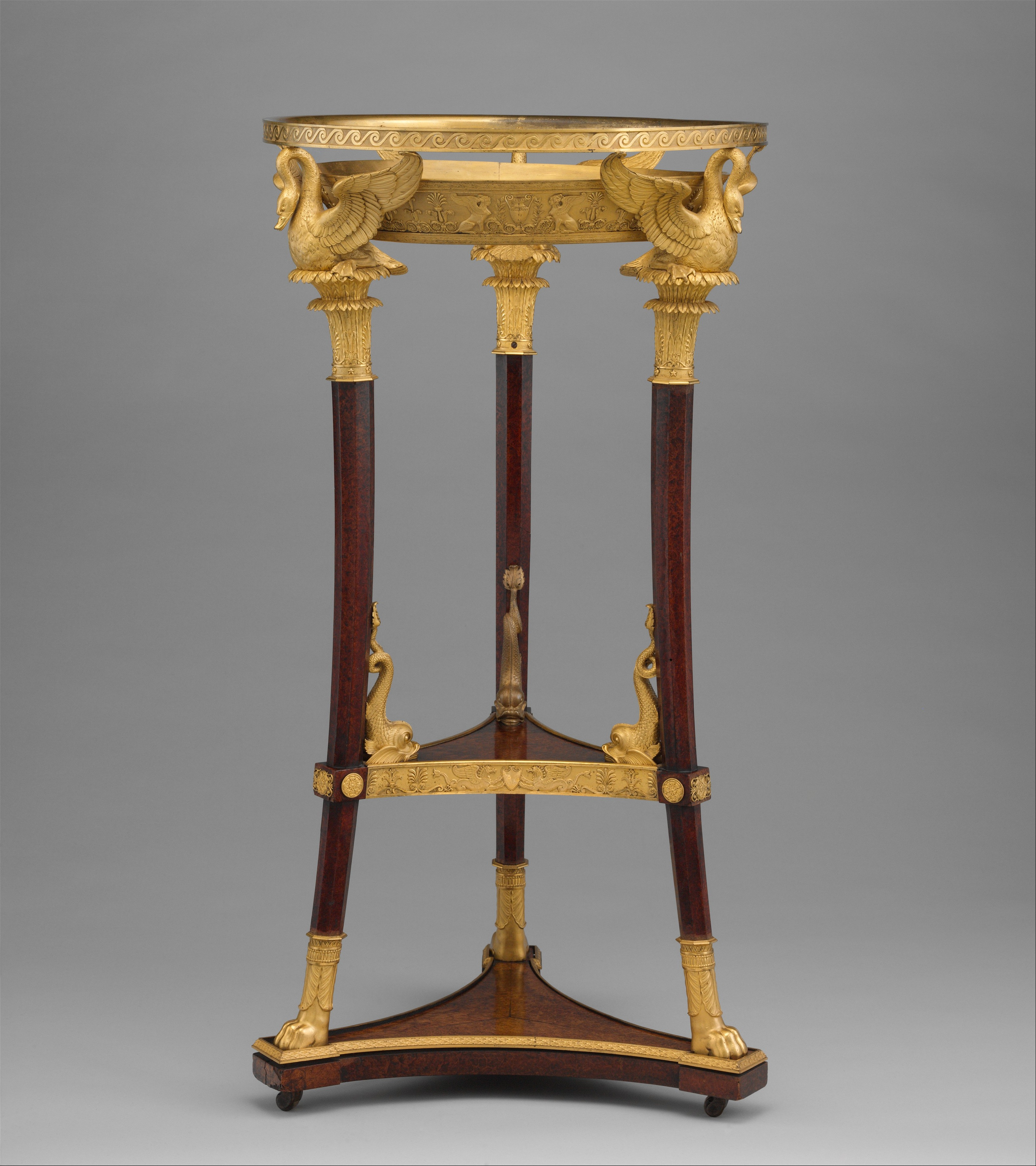
Lavoar (athénienne sau lavabo); 1800-1814; picioarele, baza și polița de jos din lemn de tisa, monturi de bronz aurit, placă de fier sub poliță; înălțime: 92,4 cm, lățime: 49,5 cm; Muzeul Metropolitan de Artă (New York City)
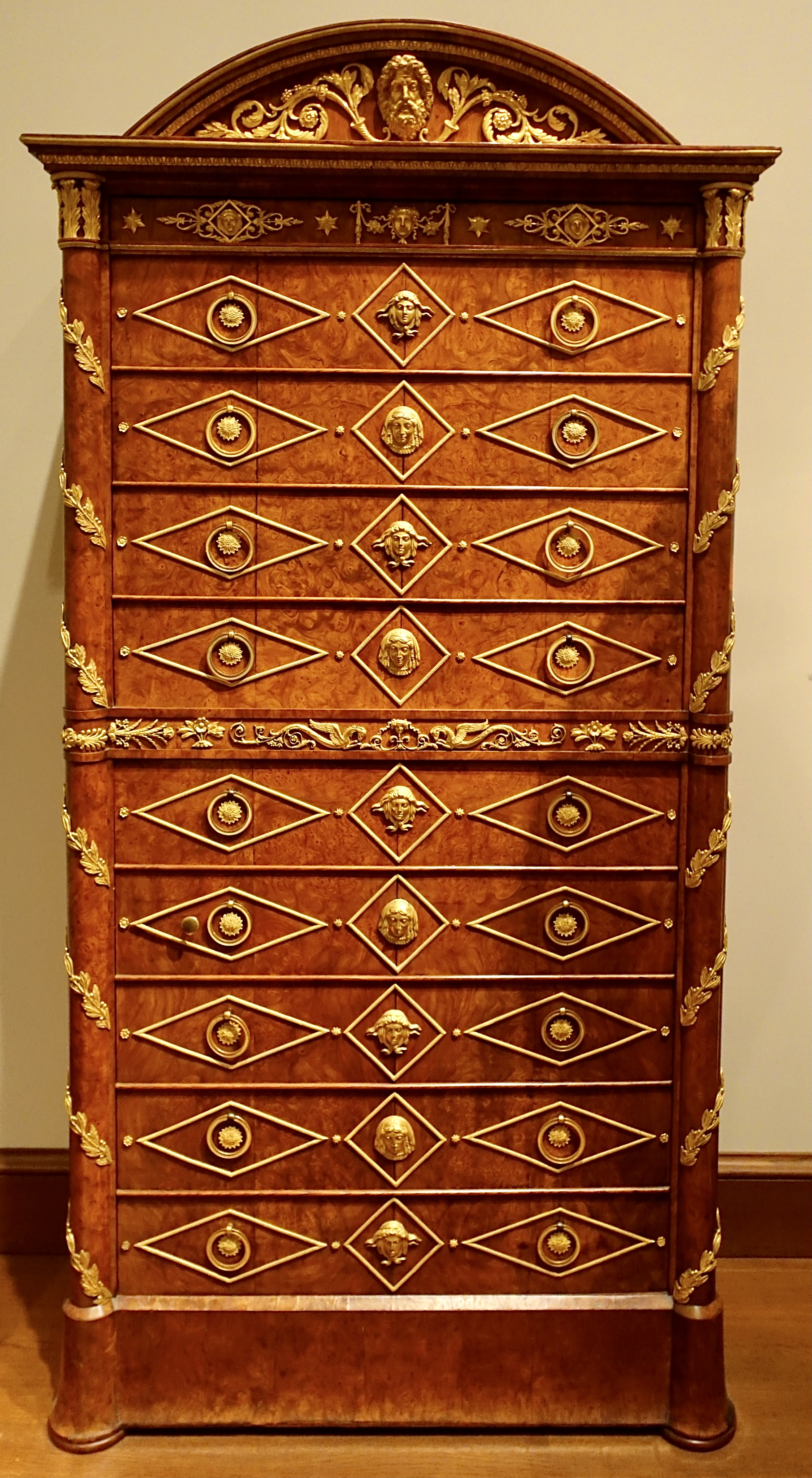
Sectretaire; circa 1804-1809; lemn de amboyna furniruit pe pin, cu monturi de bronz aurit; 173,4 x 87,6 x 37,8 cm; Muzeul Metropolitan de Artă
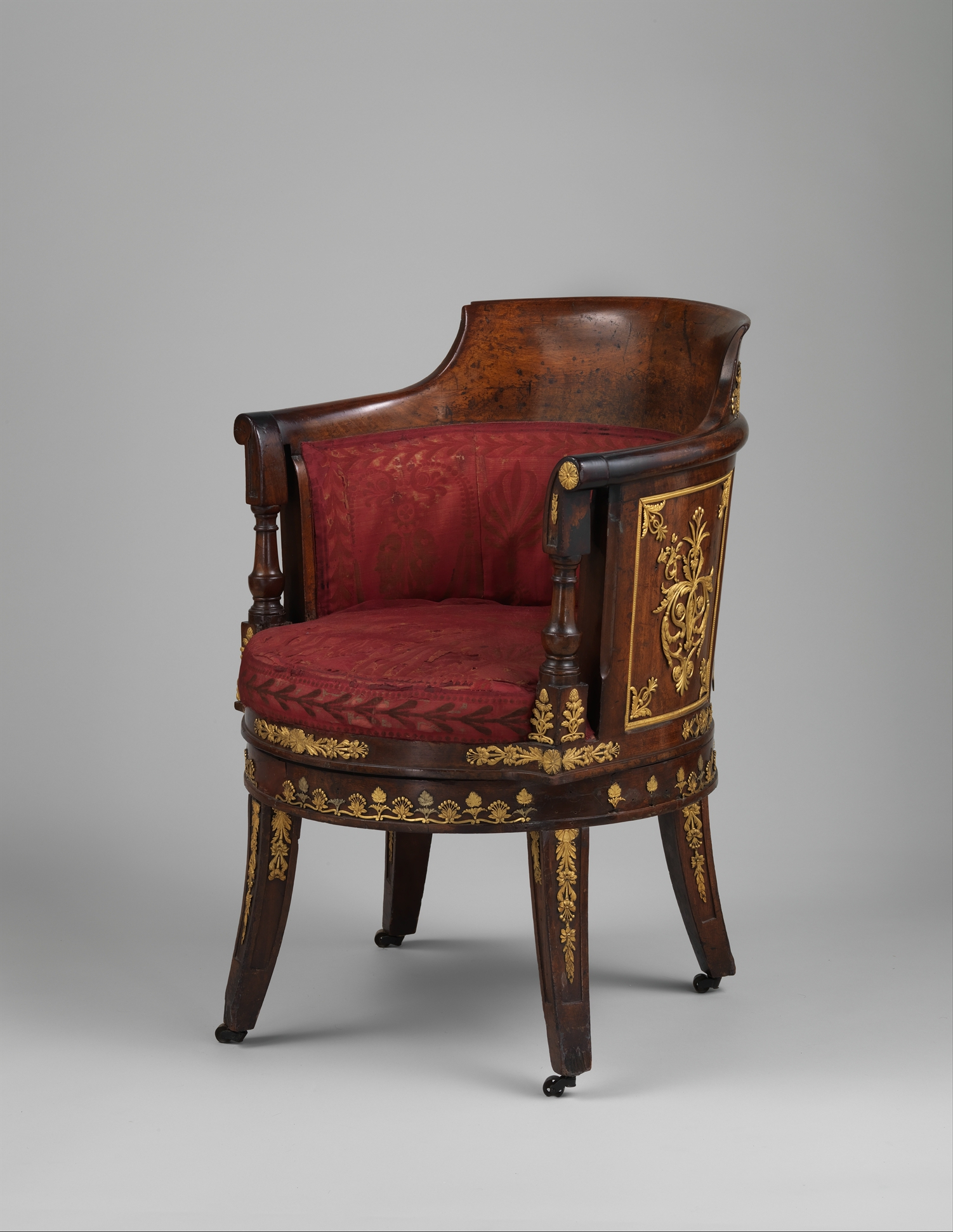
Fotoliu de birou (fauteuil de bureau); 1805-1808; mahon, bronz aurit și tapițerie din catifea de satin; 87,6 × 59,7 × 64,8 cm; Muzeul Metropolitan de Artă
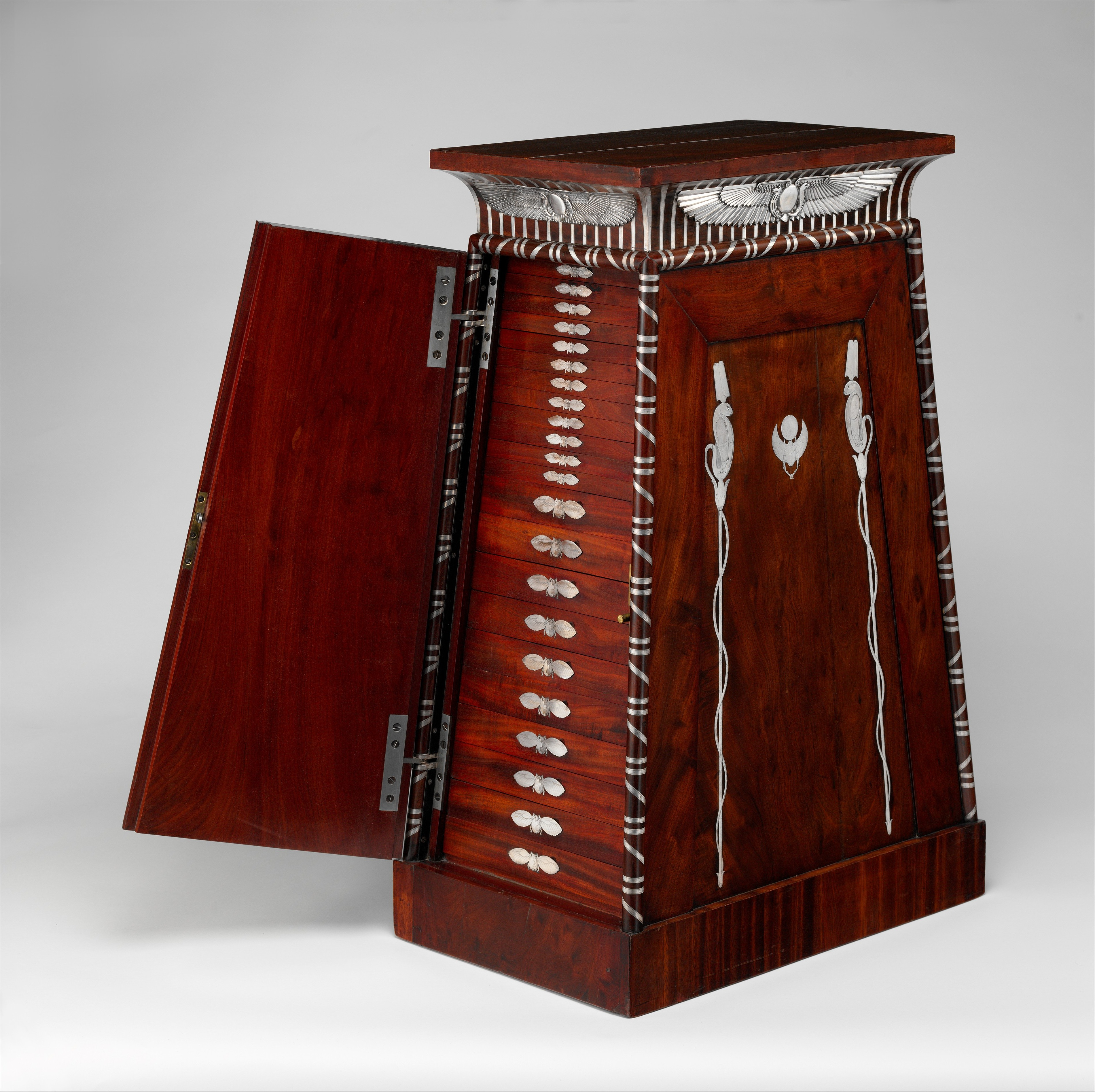
Dulap de monede neoegiptean; de François-Honoré-Georges Jacob-Desmalter; 1809-1819; mahon cu argint; 90,2 x 50,2 x 37,5 cm; Muzeul Metropolitan de Artă
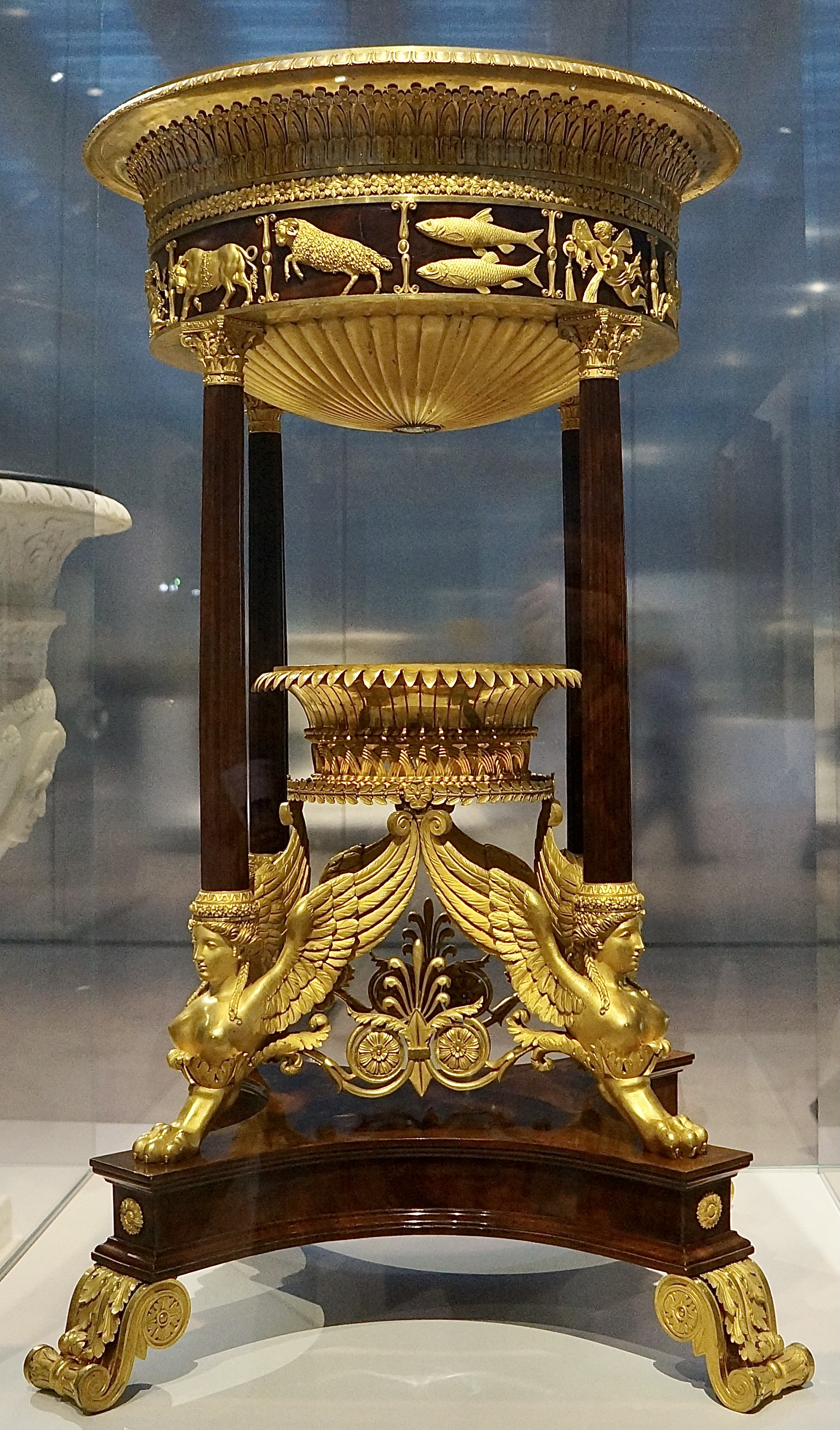
Jardinieră; 1819; mahon și bronz aurit; înălțime: 1 m; Luvru
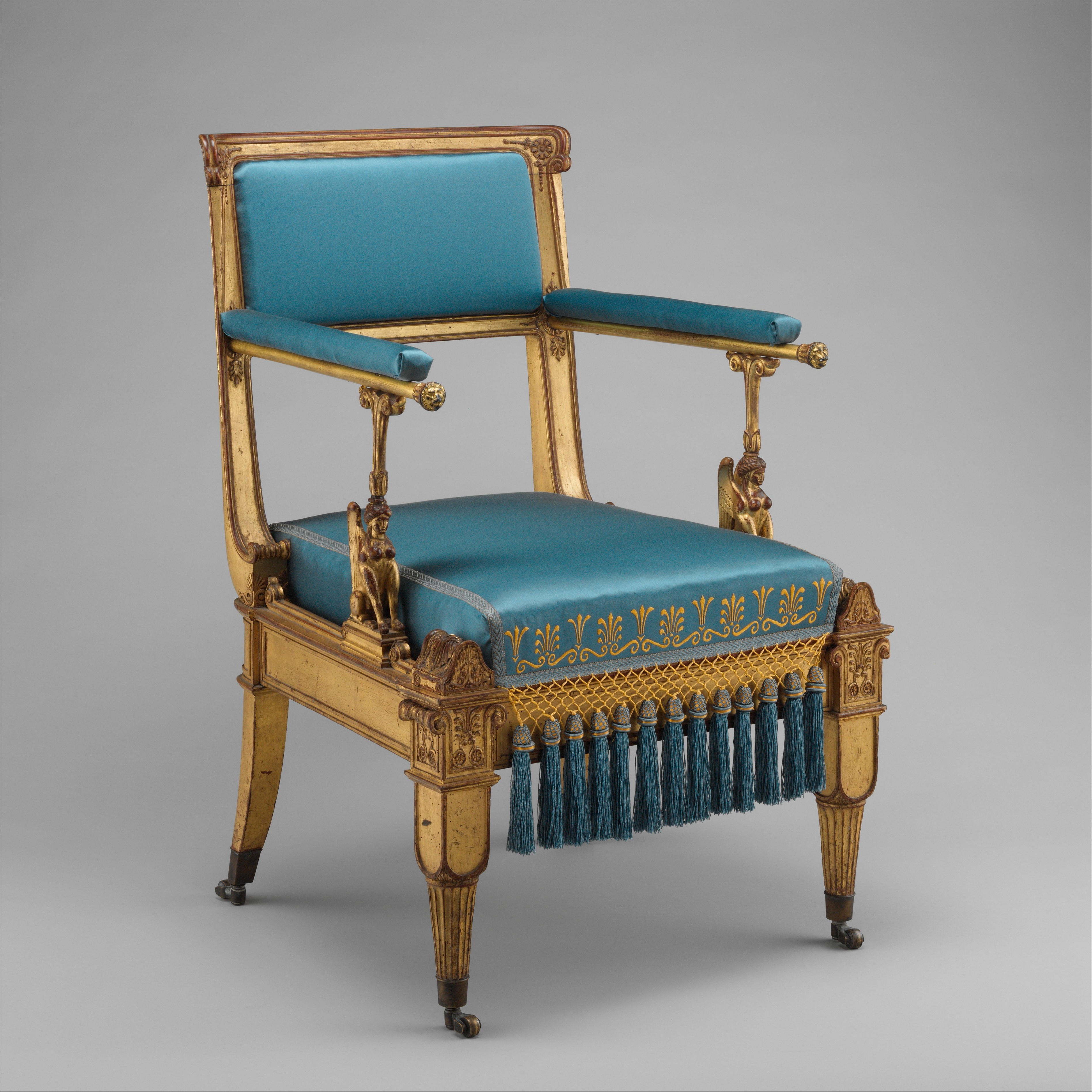
Fotoliu; de Karl Friedrich Schinkel; circa 1828; frasin aurit, monturi și rotițe de alamă, tapițerie modernă; 90,2 x 61,6 x 59,1 cm; Muzeul Metropolitan de Artă
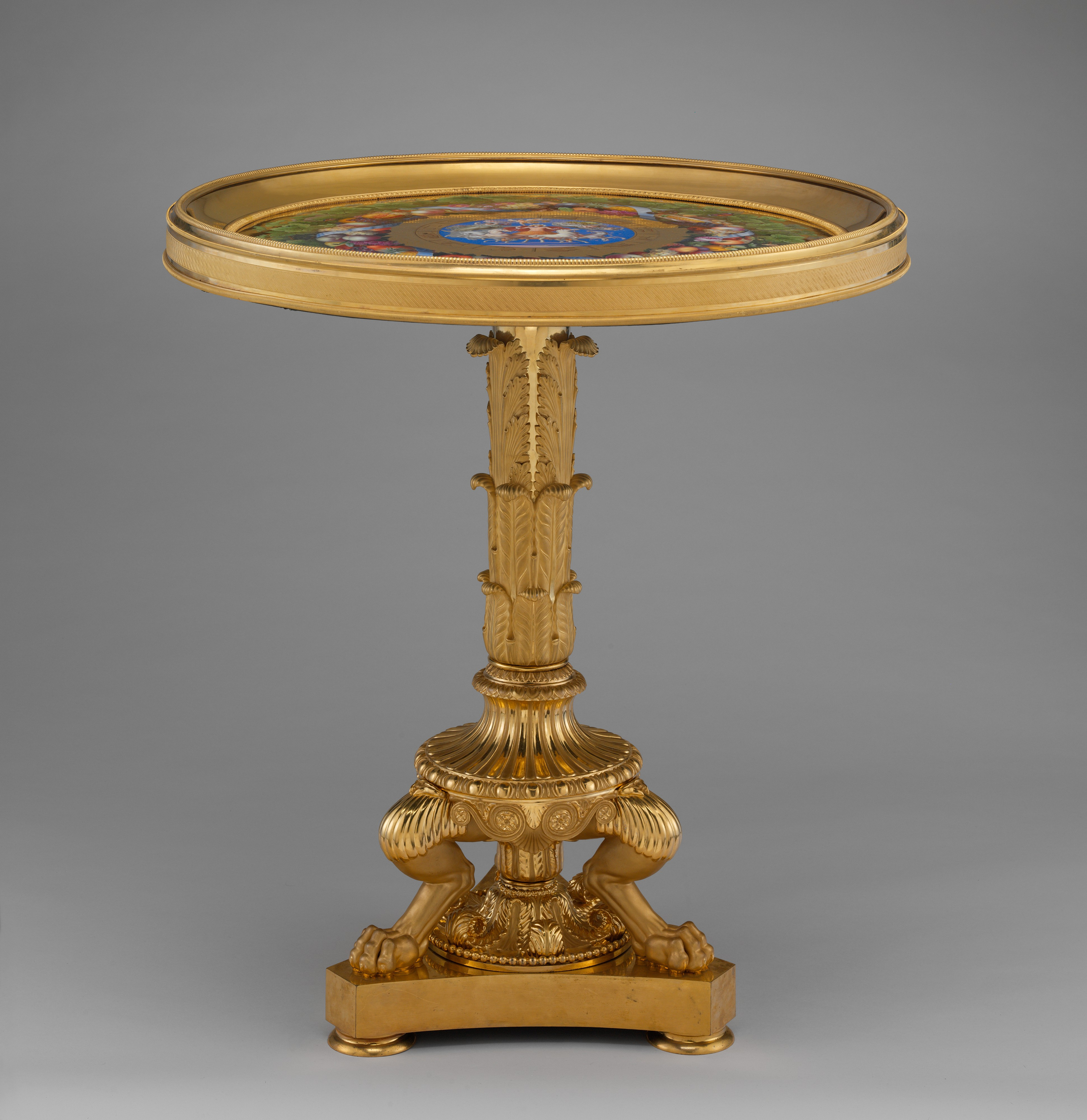
Masă; circa 1833-1834; porțelan, bronz aurit, și metal galben, fier și lemn ca materiale de susținere; Muzeul Metropolitan de Artă

## Ceasurile și sfeșnicele

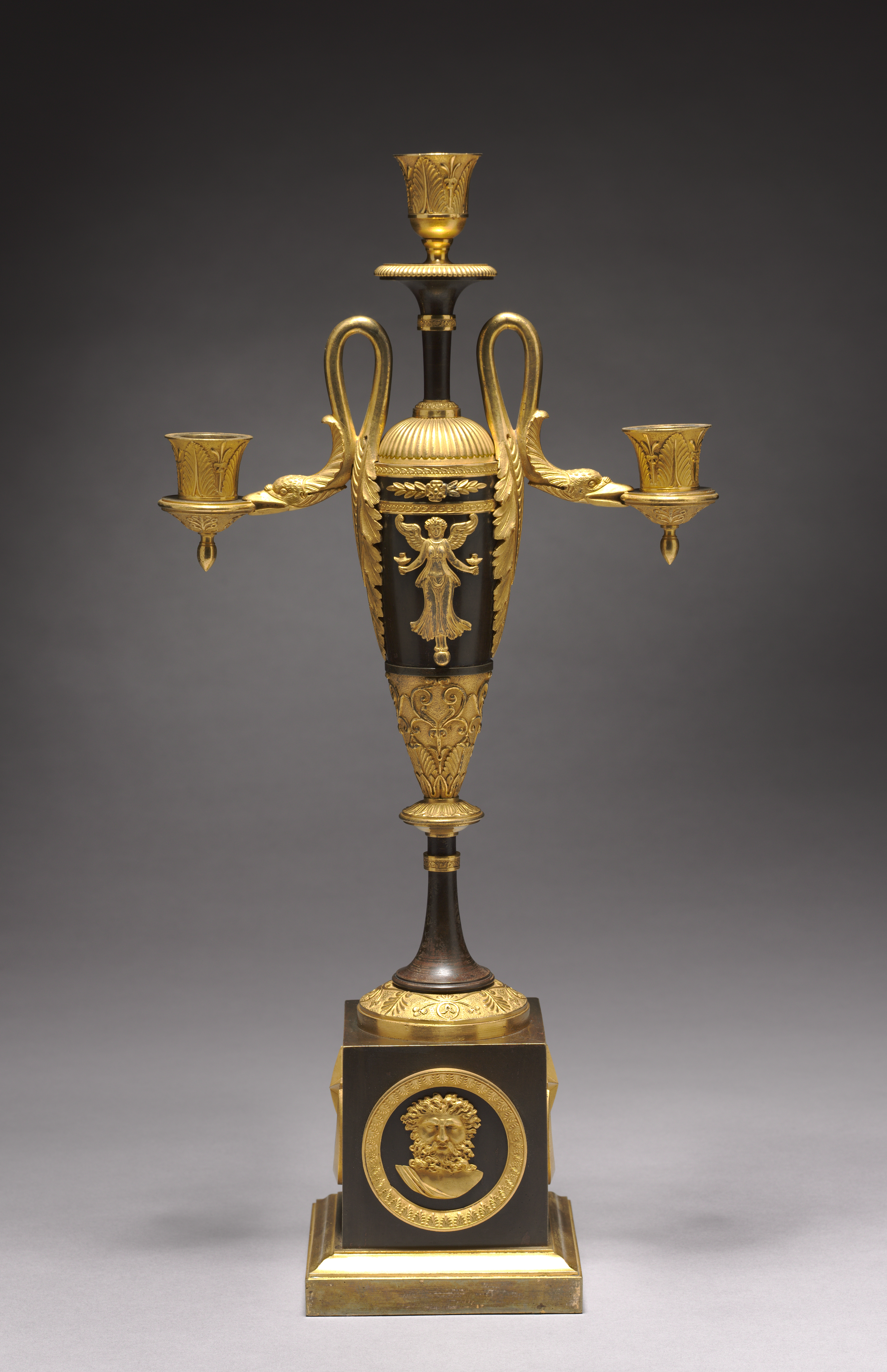
Sfeșnic; circa 1800; metal aurit și patinat; per ansamblu: 49,9 x 25,7 x 12,3 cm; Muzeul de Artă din Cleveland (Cleveland, Ohio, SUA)
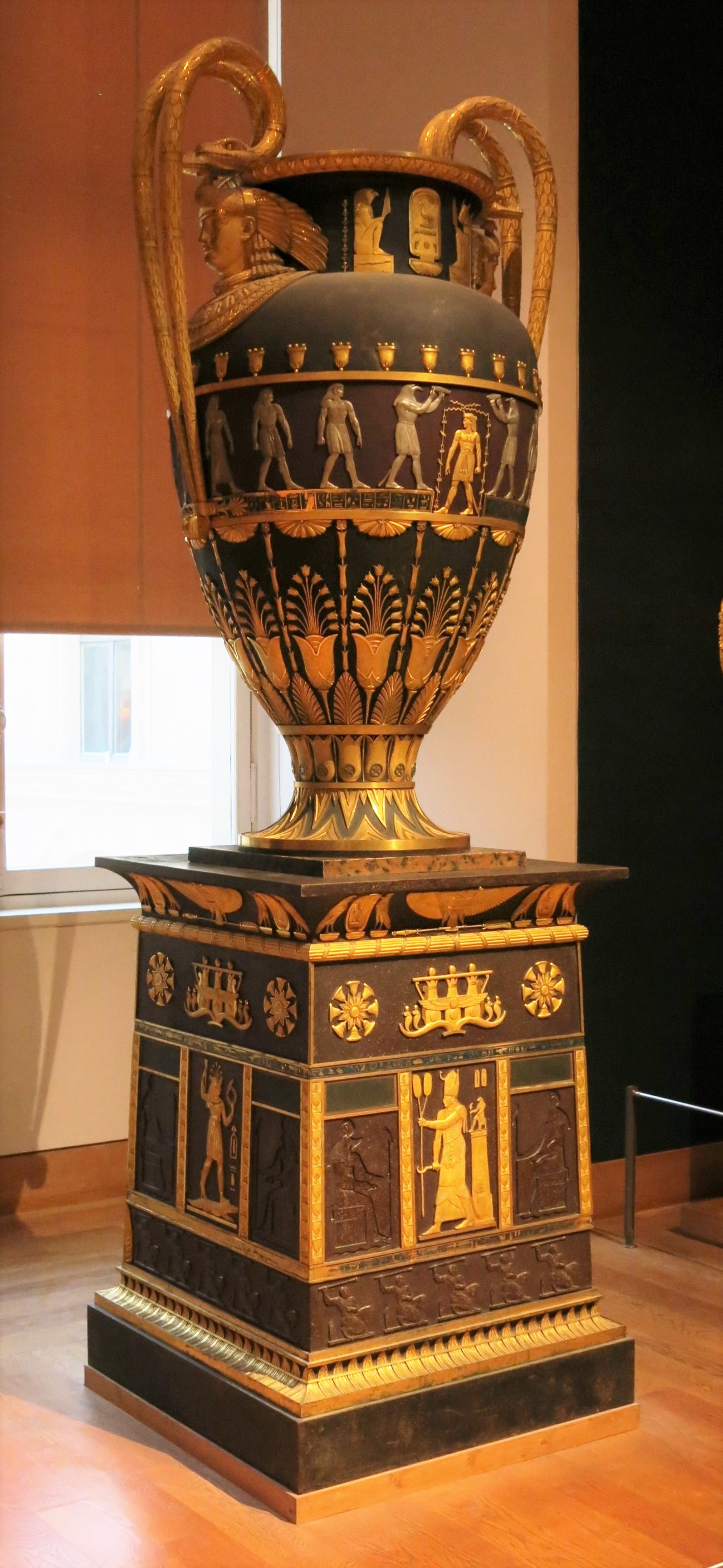
Vas neoegiptean cu postament; 1804-1806; foaie lăcuită cu bronz aurit; înălțime: 1,80 m, adâncime: 0,95 m; Luvru
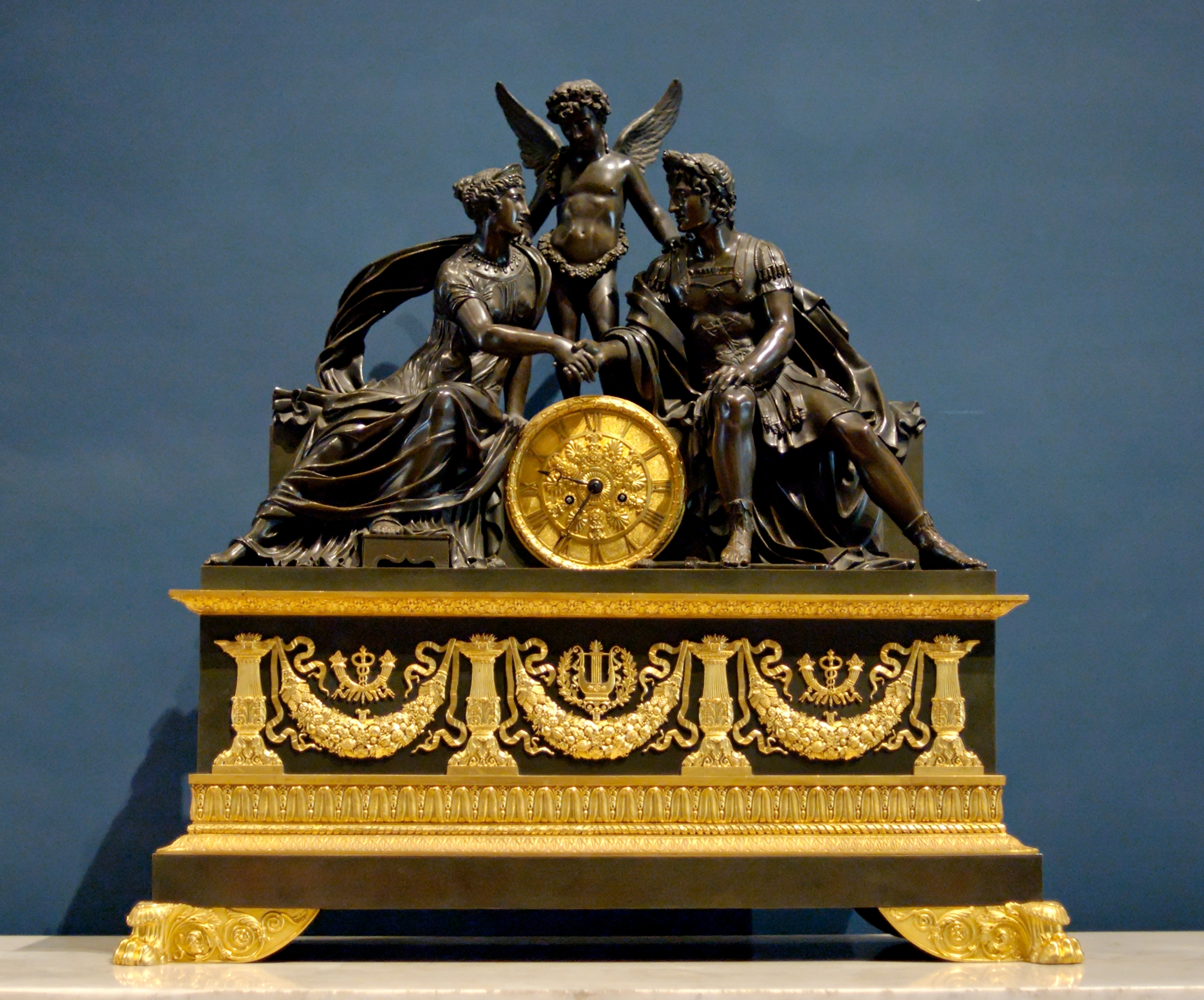
Ceas cu Marte și Venus; circa 1810; bronz aurit și patinat; înălțime: 90 cm; Luvru
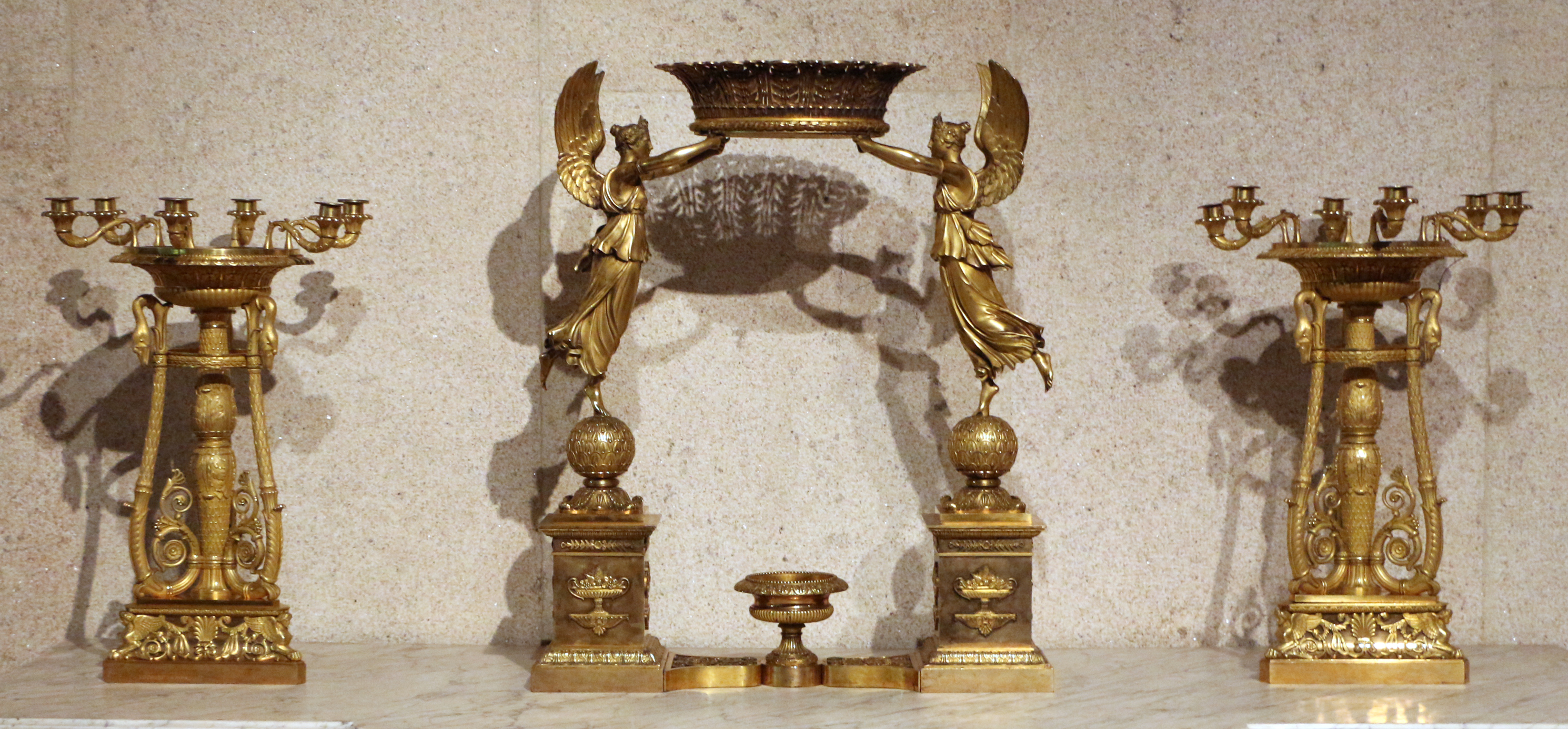
Centru de masă între două sfeșnice; de Pierre-Philippe Thomire; circa 1810; probabil bronz aurit; Muzeul Calouste Gulbenkian (Lisabona, Portugalia)
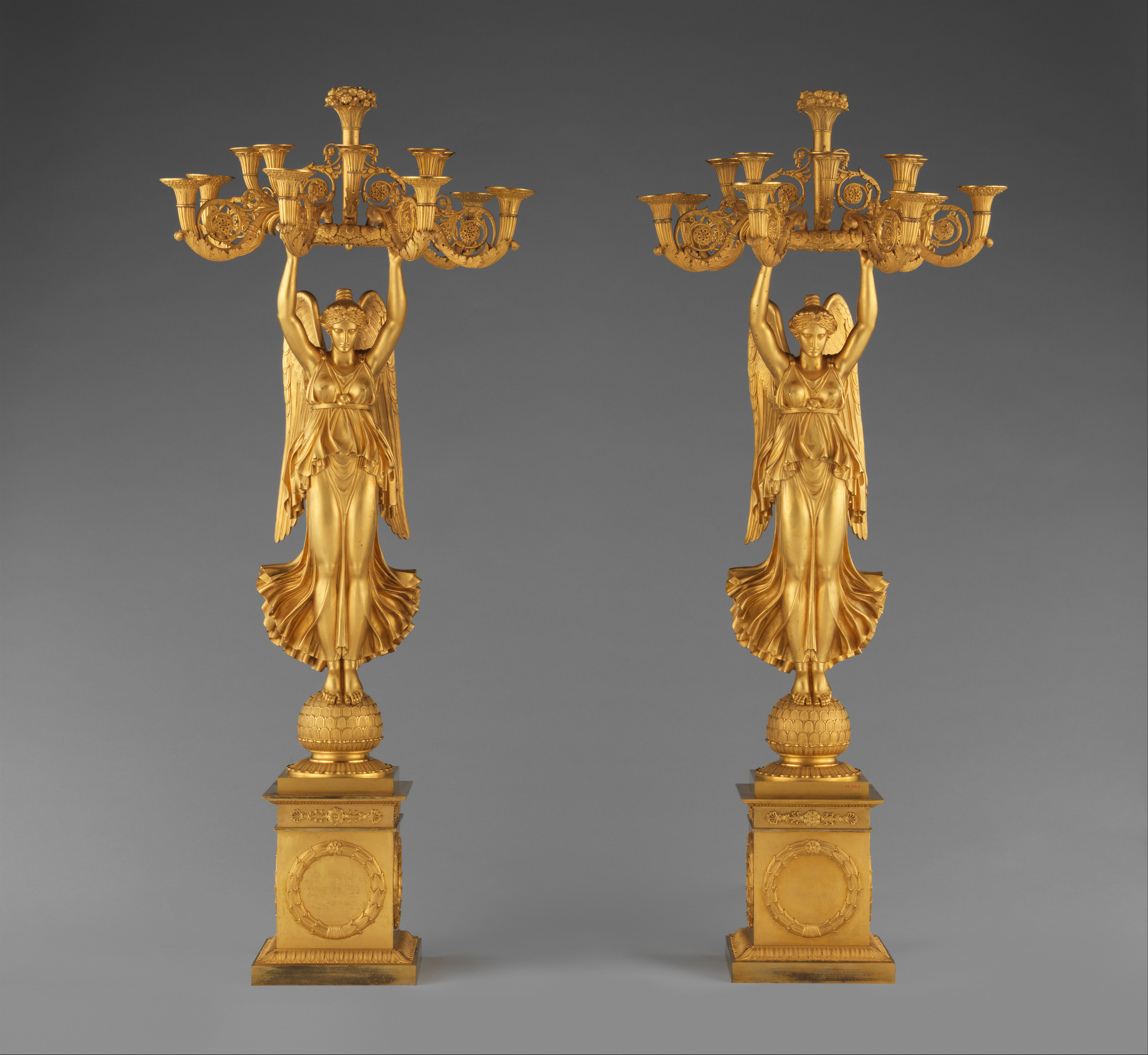
Pereche de sfeșnice cu Victorii înaripate; 1810–1815; bronz aurit; înăltime (fiecare): 127,6 cm; Muzeul Metropolitan de Artă (New York City)
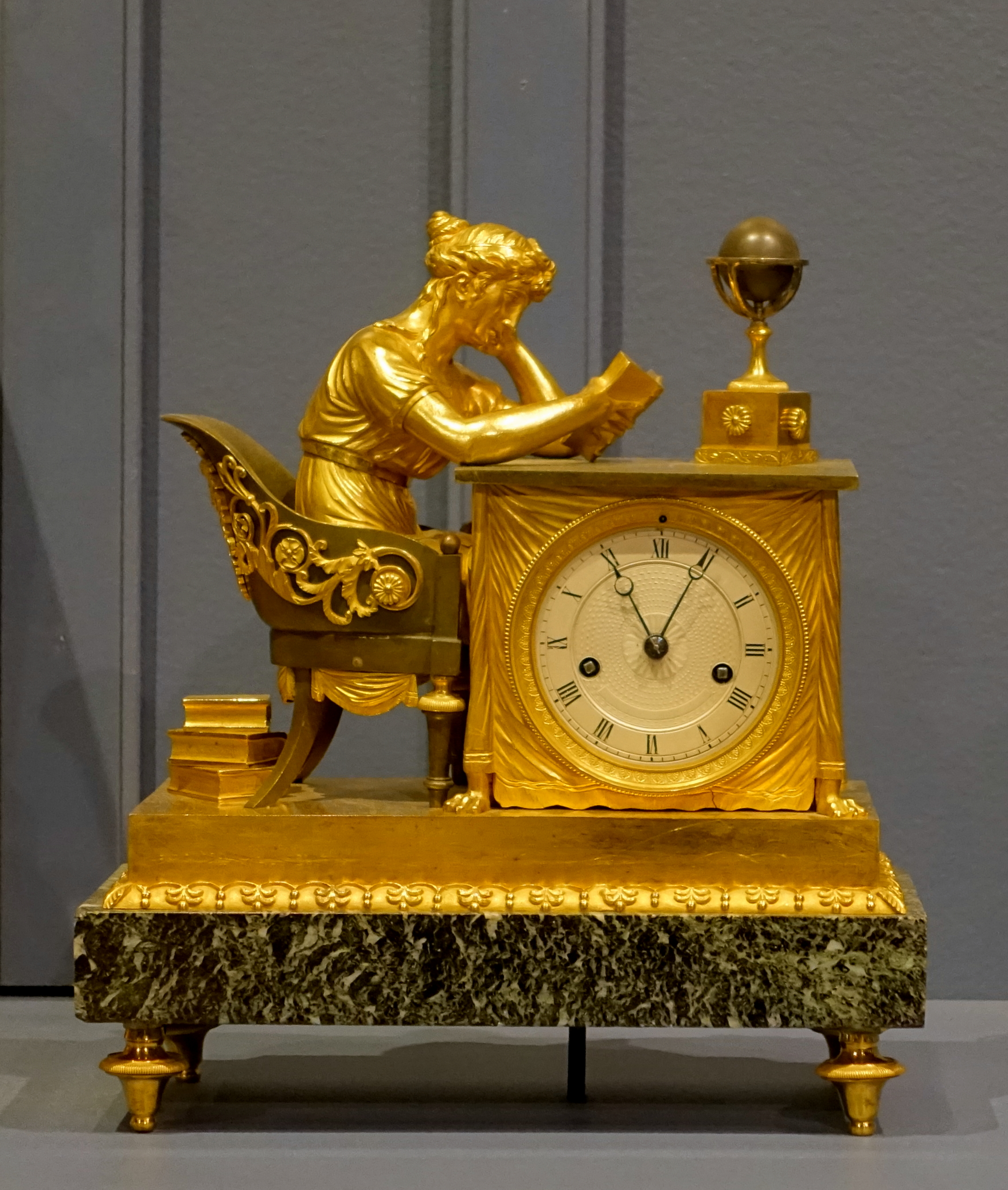
Ceas de șemineu numit Cititoarea; de Jean-Andre Reiche; circa 1810; bronz aurit mat și lustriuit, și marmură „Vert de Mer”; 31 x 15 x 26 cm; Muzeul de Arte Frumoase din Montreal (Montreal, Canada)

## Ceramica

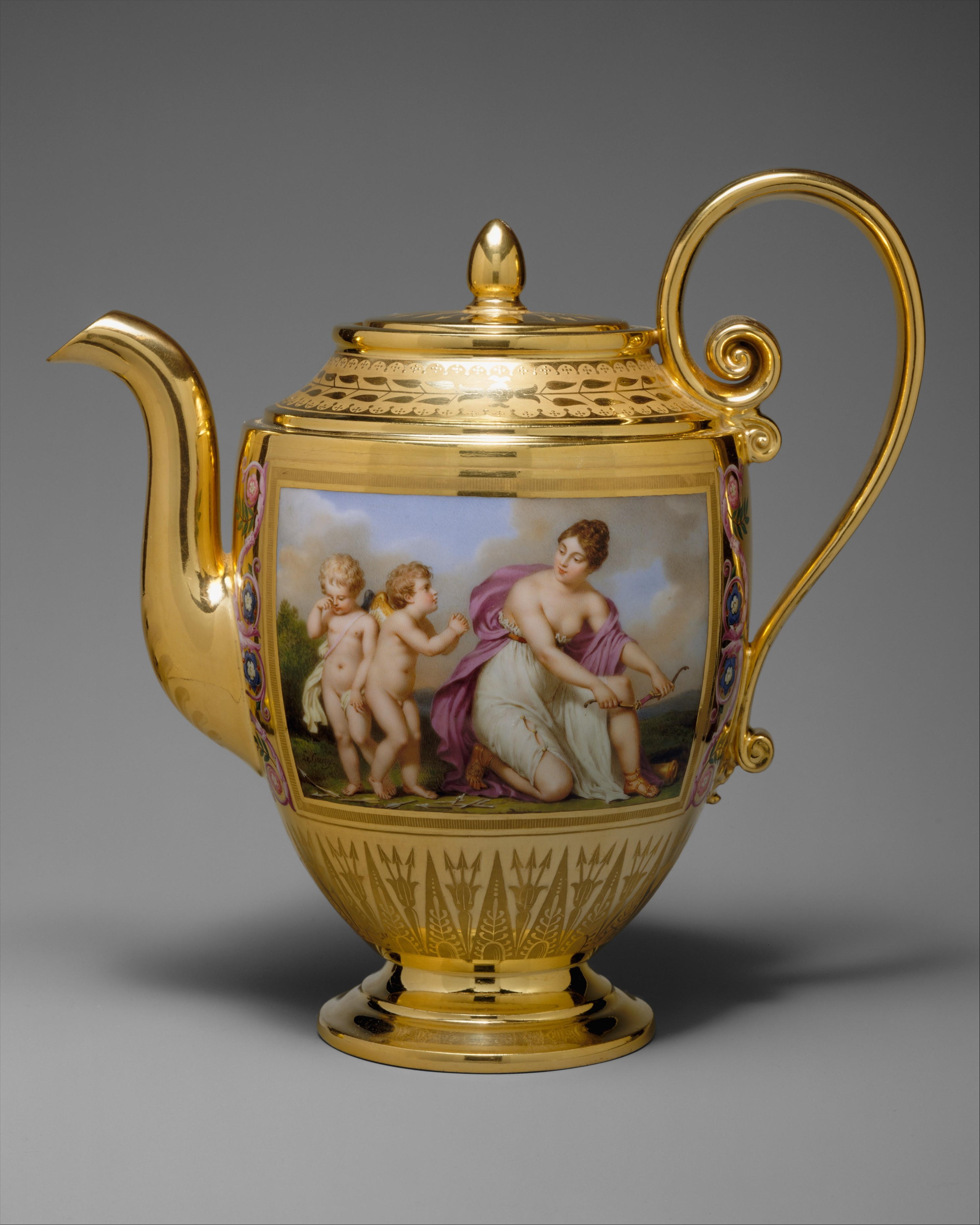
Ceainic (théière Asselin), parte a unui serviciu pentru micul dejun (déjeuner); 1813; porțelan; înălțime (cu mâner): 20,5 cm; Muzeul Metropolitan de Artă (New York City)
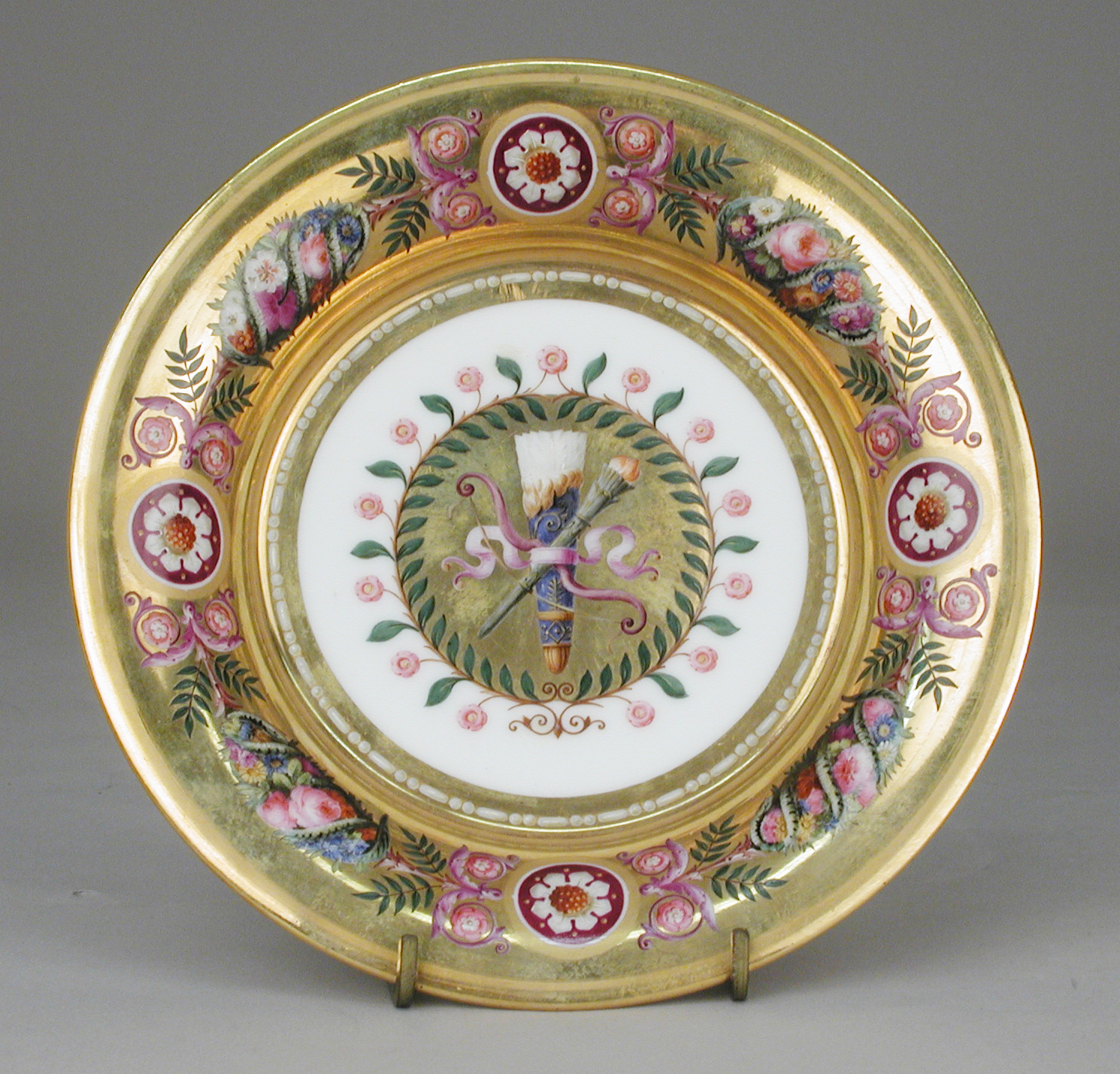
Farfurie, parte a unui serviciu pentru micul dejun (déjeuner); 1813; porțelan; înălțime: 3,2 cm; diametru: 16,2 cm; Muzeul Metropolitan de Artă
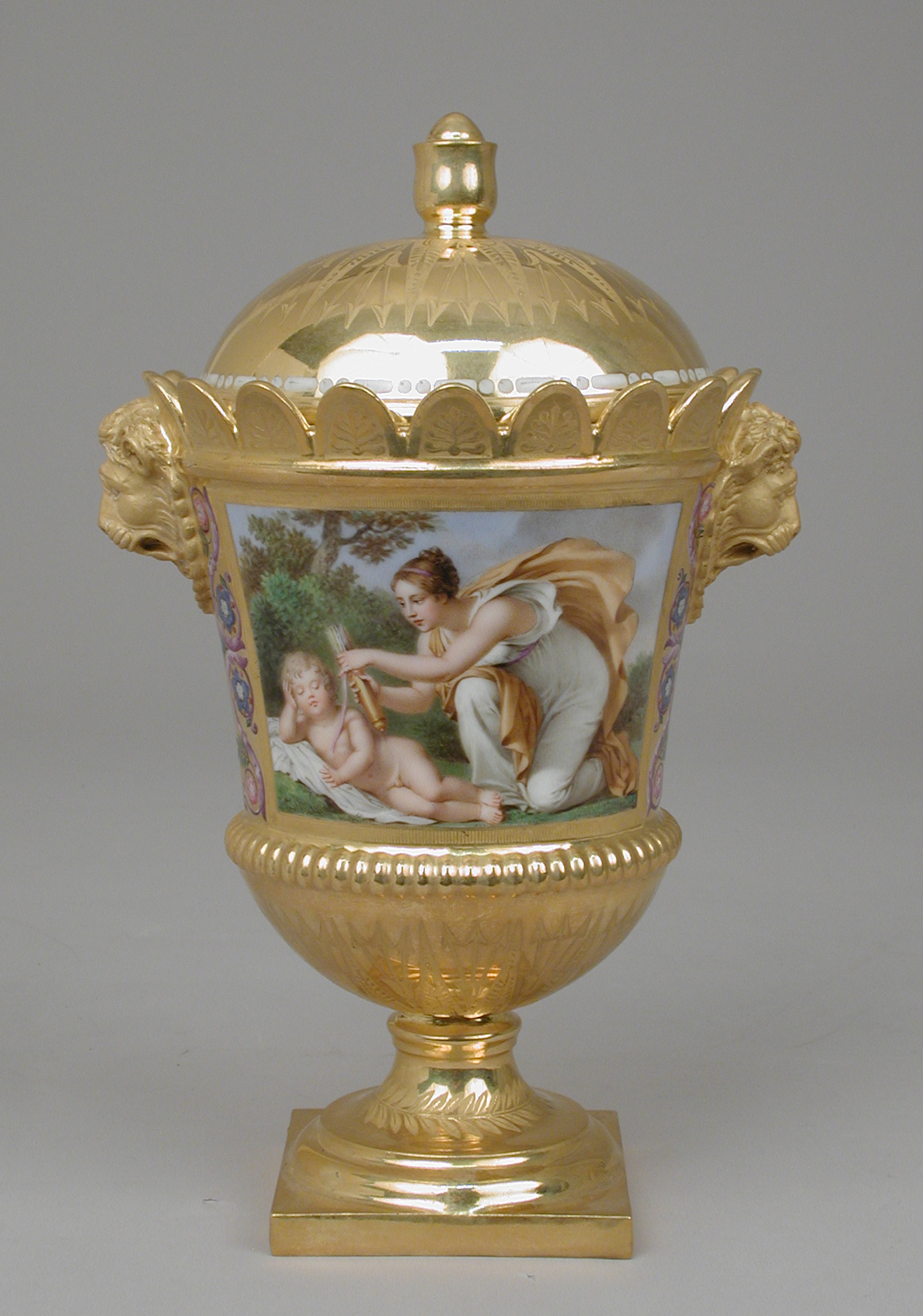
Zaharniță, unui serviciu pentru micul dejun (déjeuner); 1813; porțelan; înălțime: 21 cm; Muzeul Metropolitan de Artă
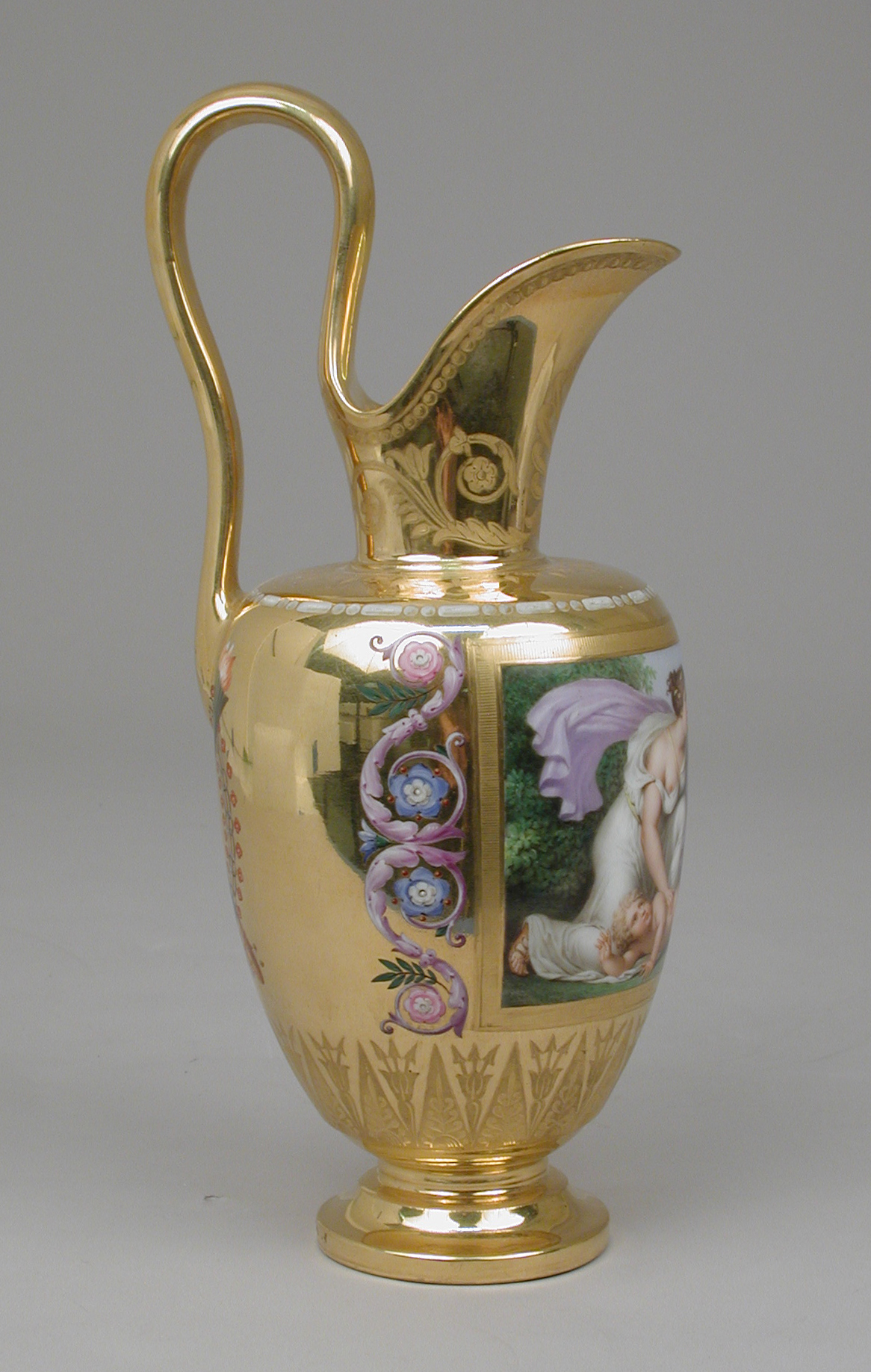
Letieră (pot à lait Étrusque), parte a unui serviciu pentru micul dejun (déjeuner); 1813; porțelan; înălțime (cu mâner): 21,3 cm; Muzeul Metropolitan de Artă
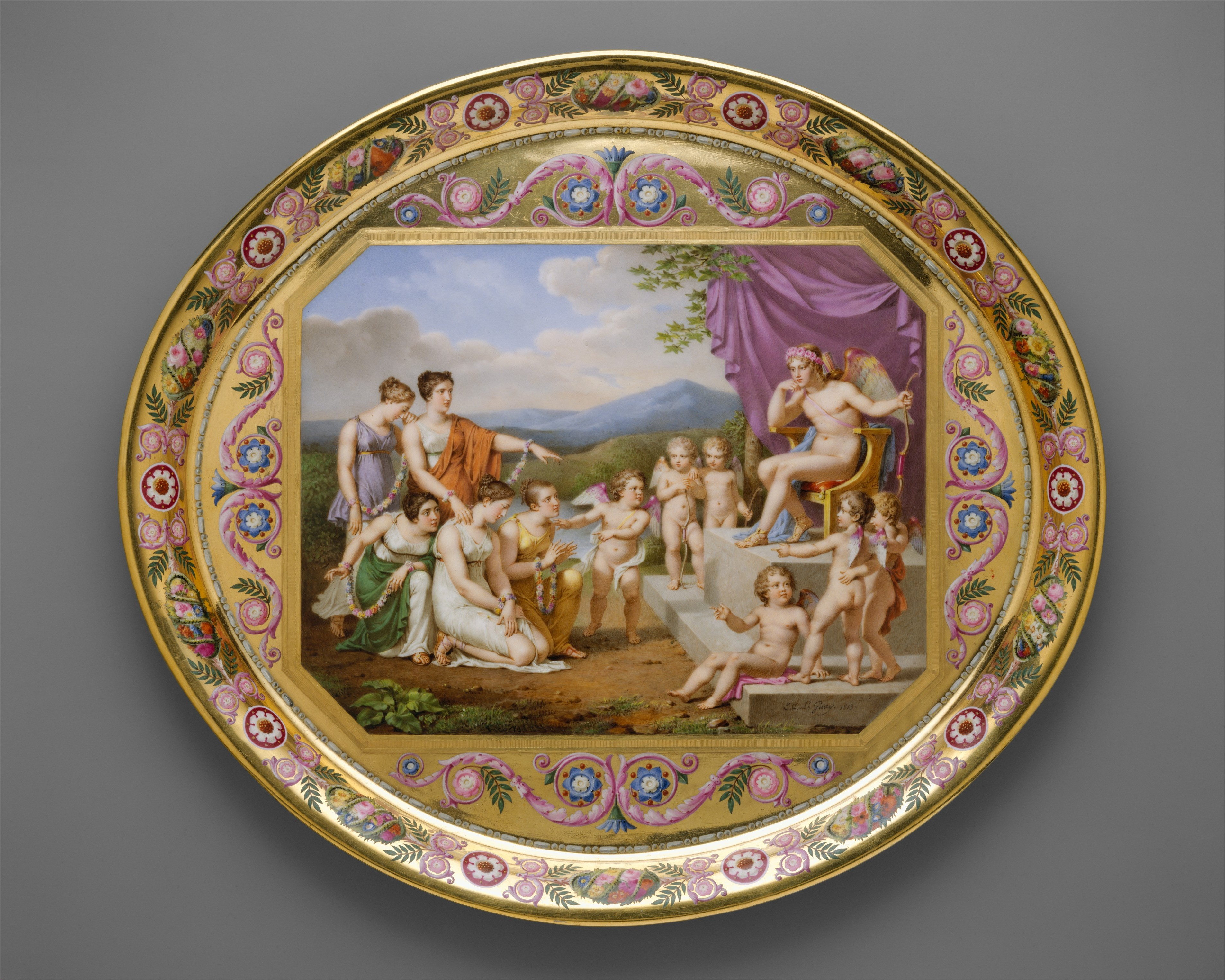
Platou (plateau), parte a unui serviciu pentru micul dejun (déjeuner); 1813; porțelan; 2,5 x 37,5 x 33,3 cm; Muzeul Metropolitan de Artă
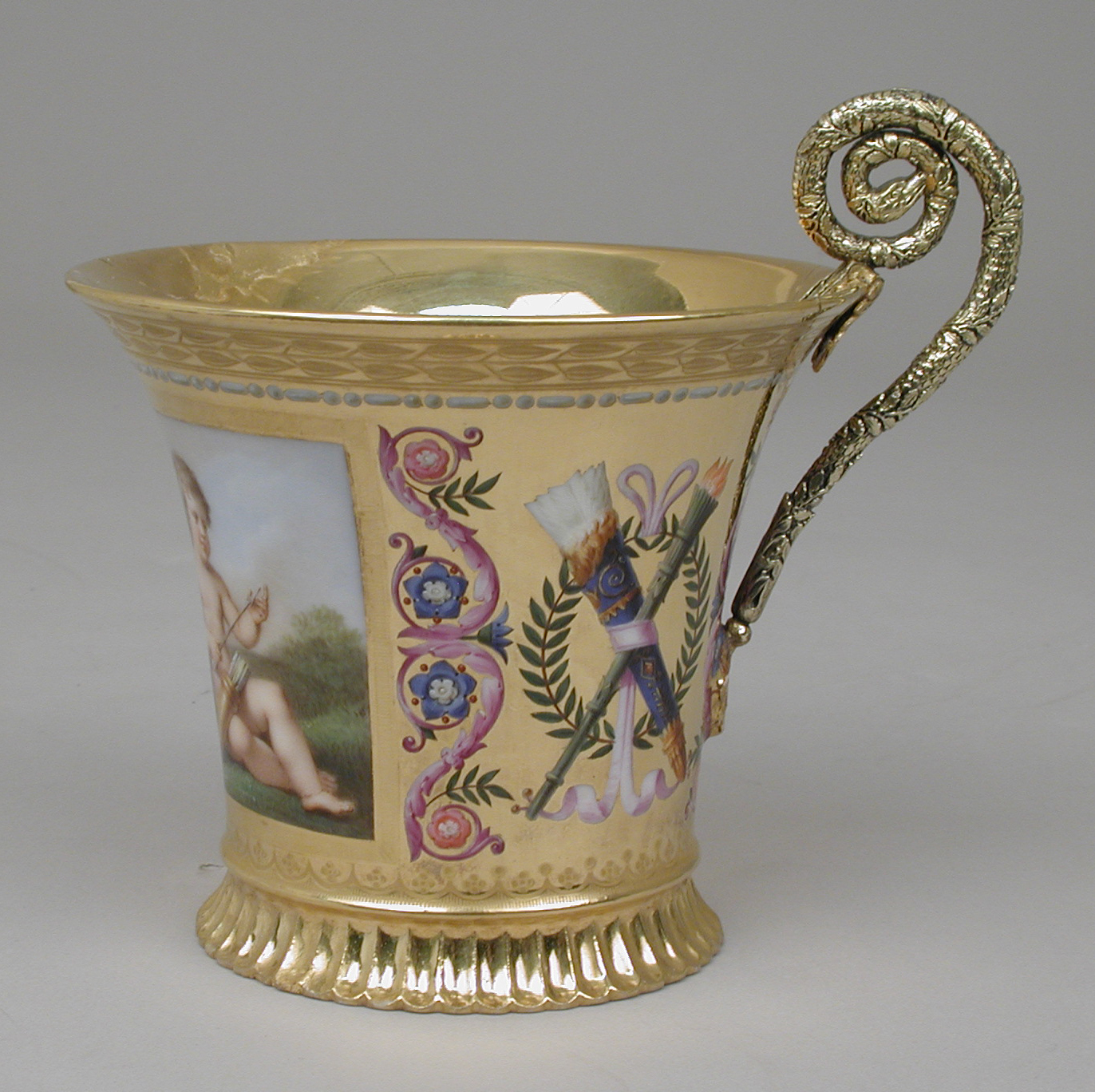
Cană (tasse Jasmin), parte a unui serviciu pentru micul dejun (déjeuner); 1813; porțelan și argint aurit; înălțime: 11,3 cm; Muzeul Metropolitan de Artă
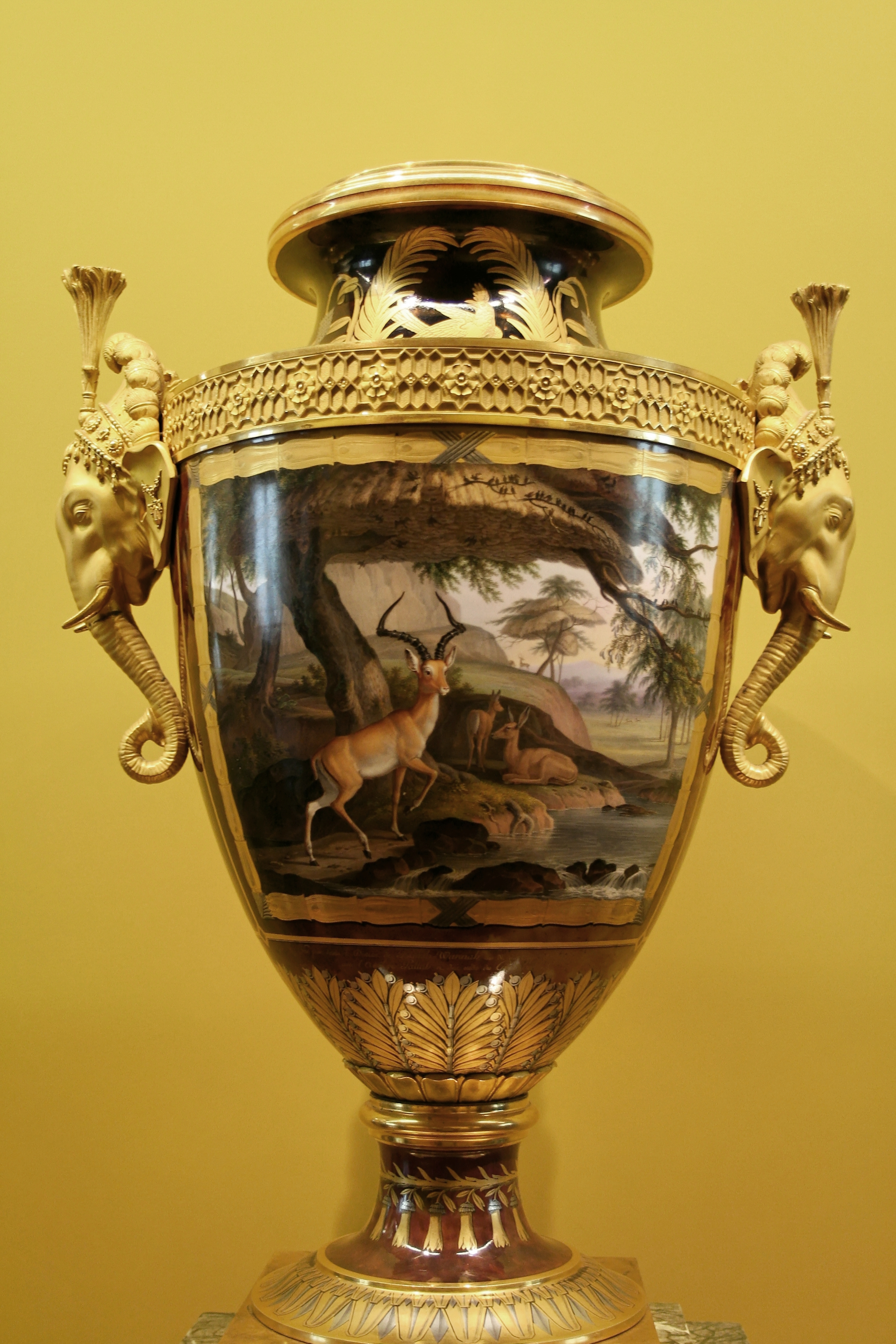
Un vas dintr-o pereche de vase de Clodion; 1817; porțelan; Luvru
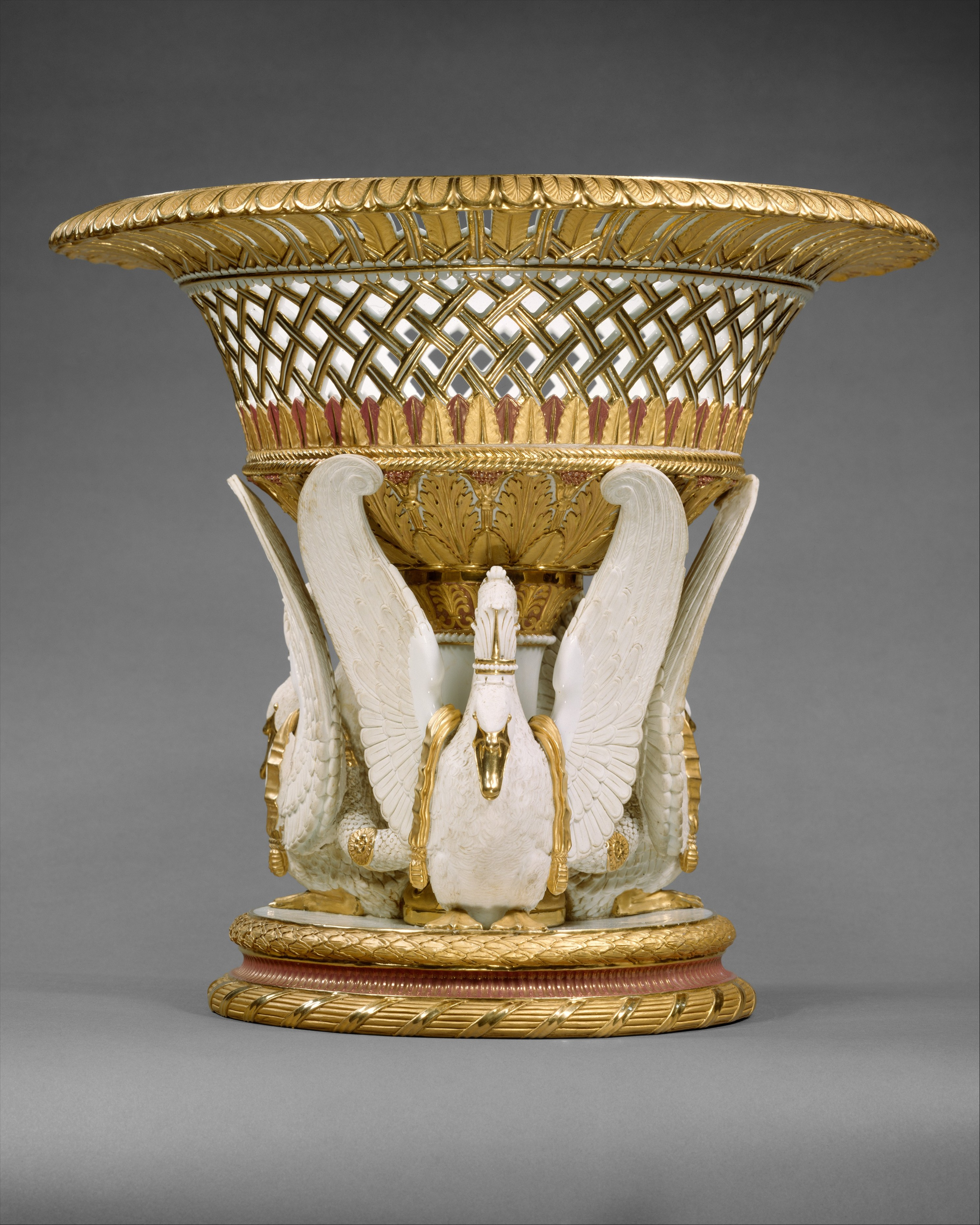
Coș de fructe sau flori (corbeille aux cygnes); 1823; porțelan; înălțime: 36 cm, diametru: 40,6 cm; Muzeul Metropolitan de Artă

## Moda

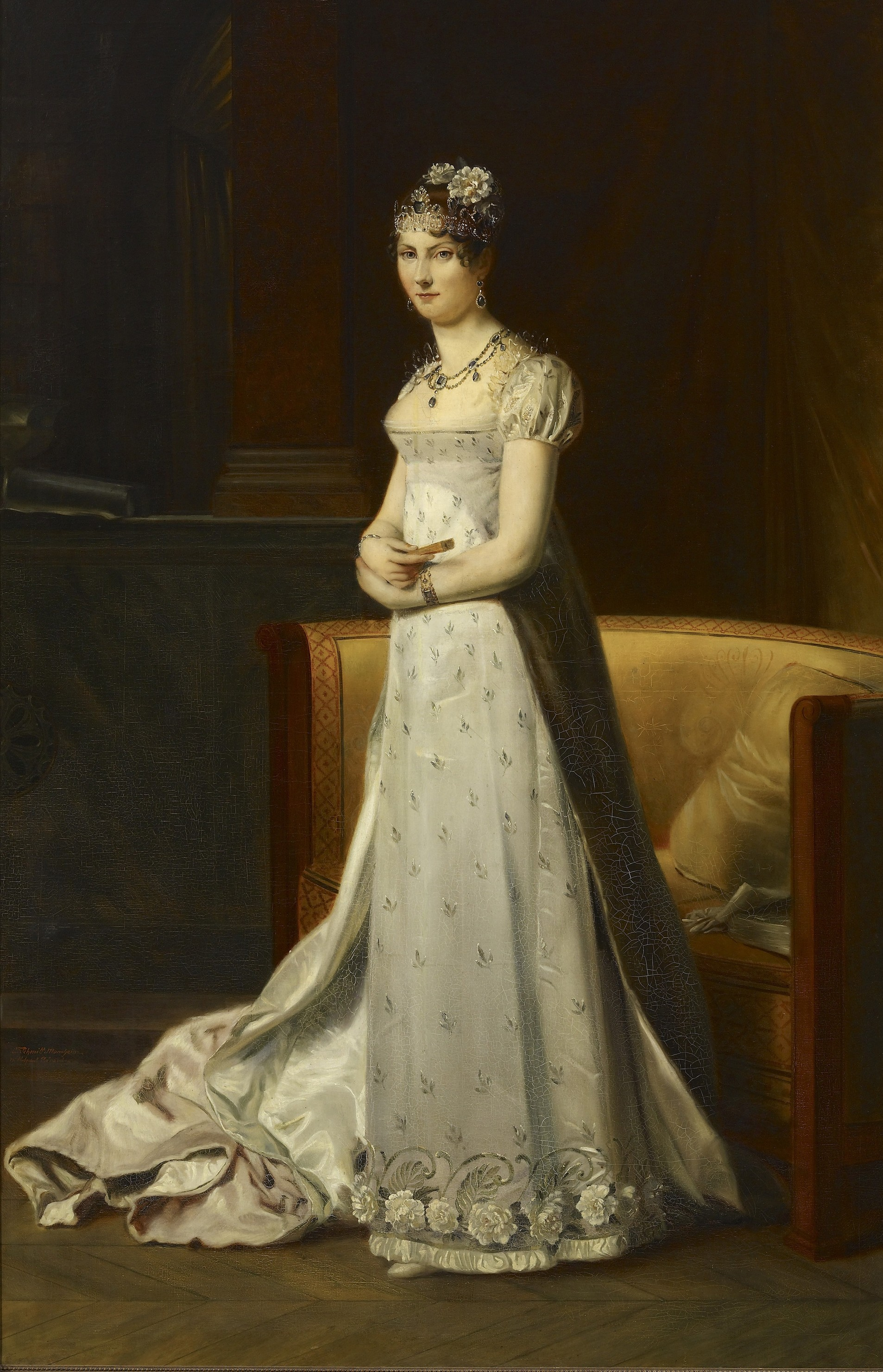
Silueta Empire a lui Stéphanie de Beauharnais
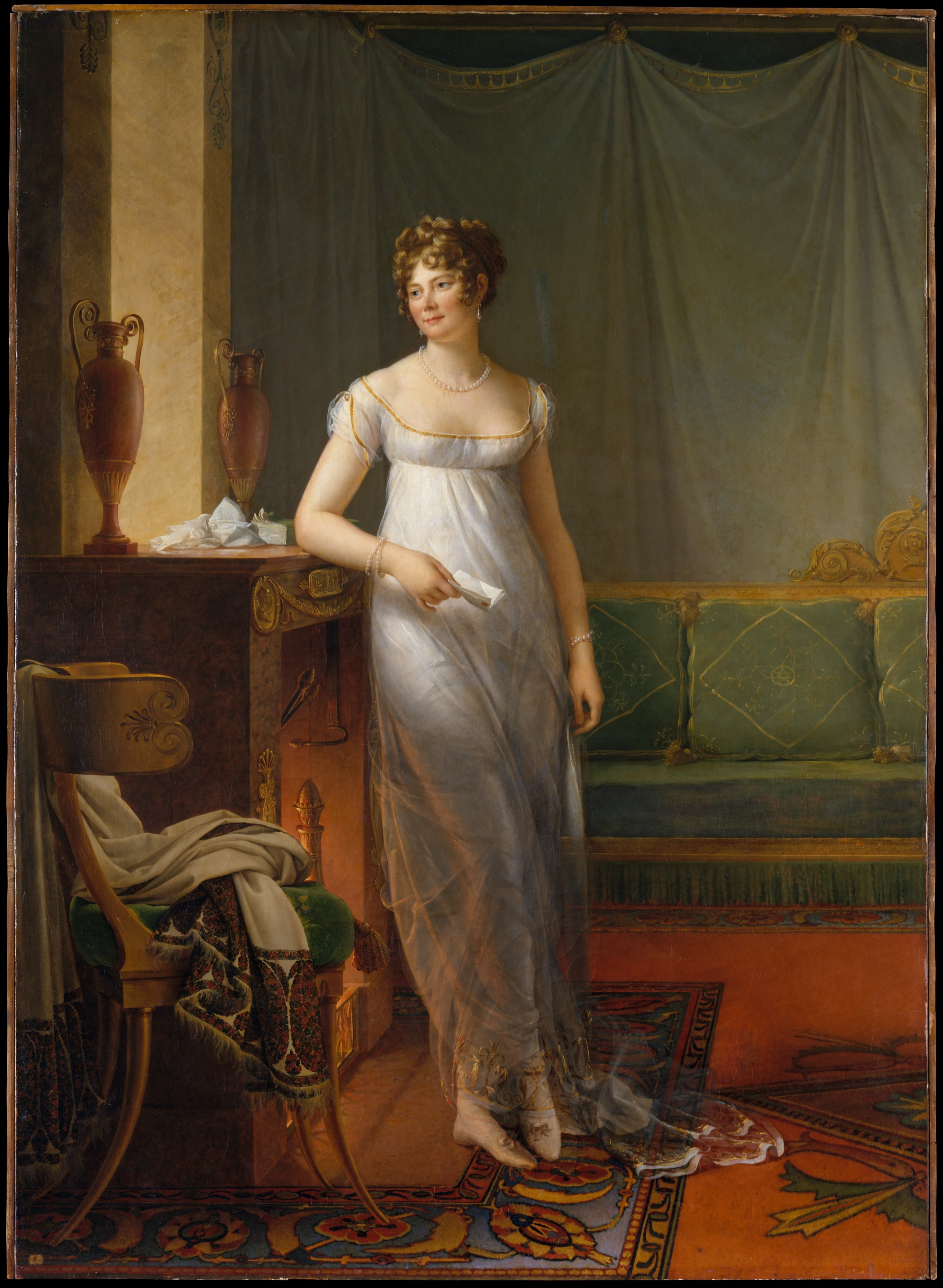
Portret al Madamei Charles Maurice de Talleyrand Périgord, din circa 1804
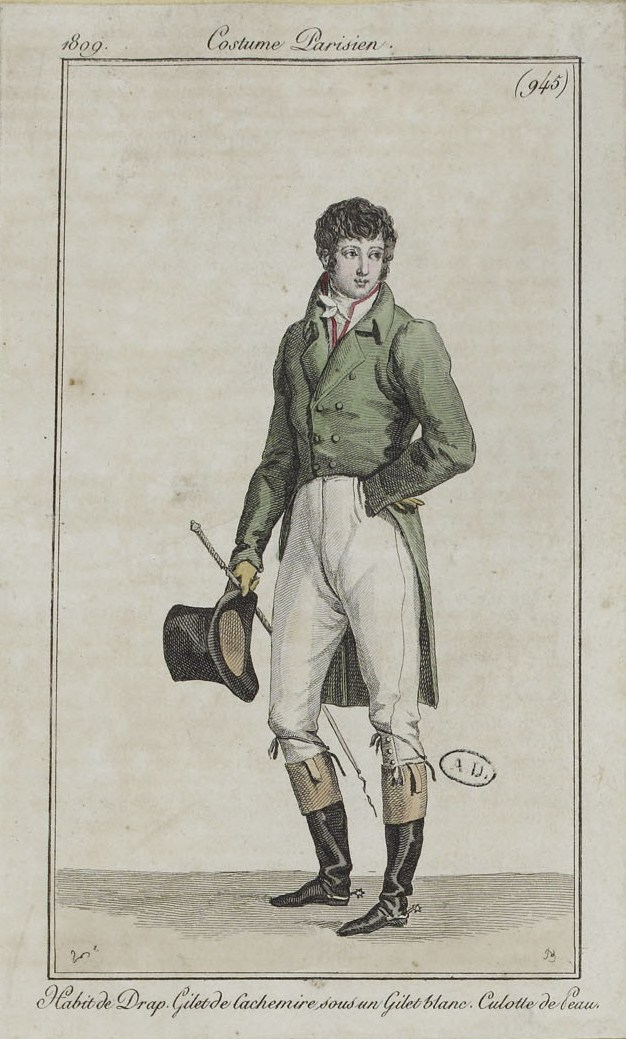
Ilustrație din 1809 care arată cum e îmbrăcămintea masculină Empire, din Journal des dames et des modes
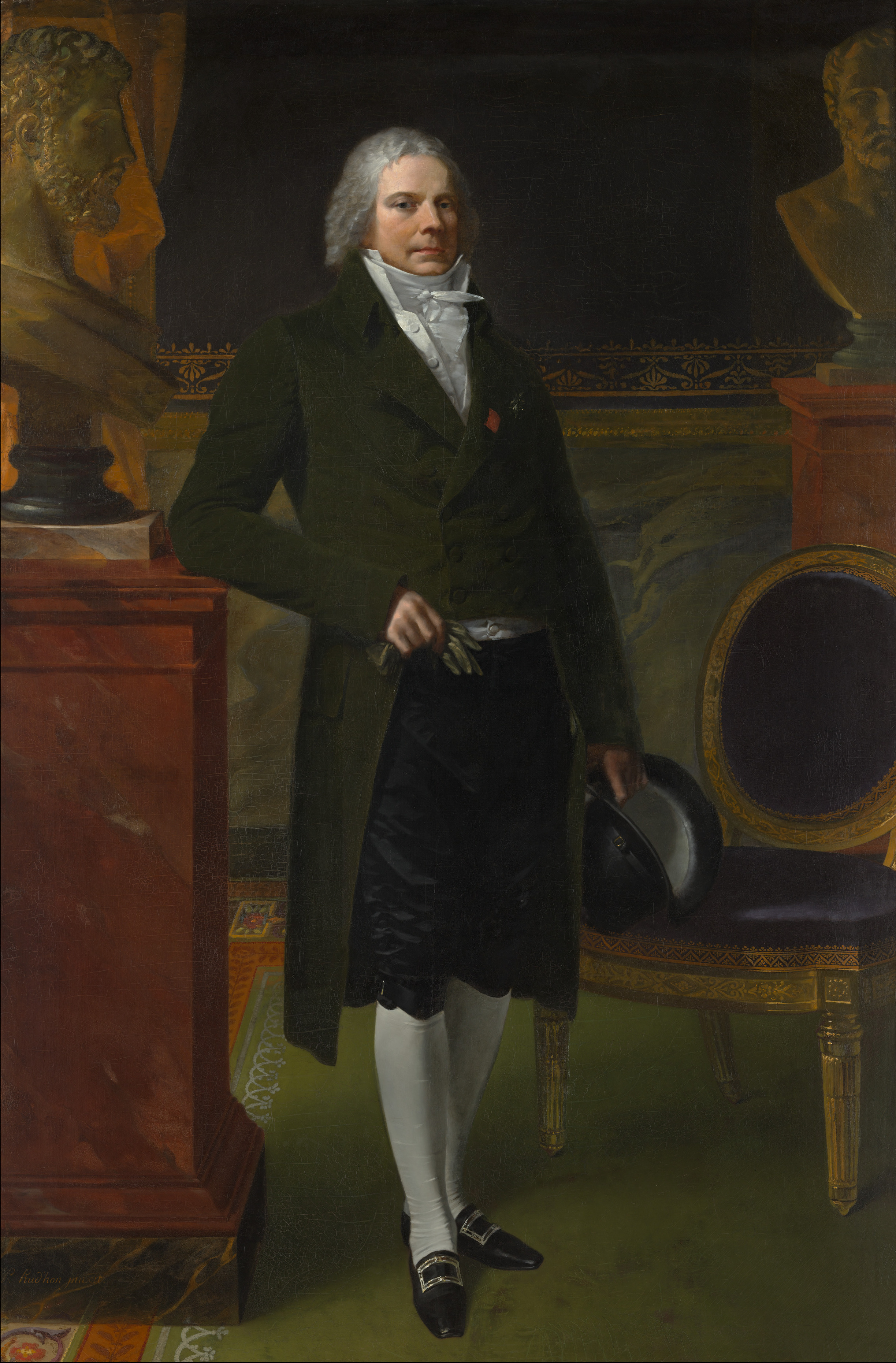
Portret al lui Charles Maurice de Talleyrand Périgord, din 1817